# 7년 전쟁
7년 전쟁(영어: Seven Years' War, 독일어: Siebenjähriger Krieg 지벤예리거 크리크[*], 1756년 ~ 1763년)은 오스트리아 왕위계승전쟁에서 프로이센에게 패배해 독일 동부의 비옥한 슐레지엔을 빼앗긴 오스트리아 합스부르크가가 그곳을 되찾기 위해 프로이센과 벌인 전쟁을 말한다. 이 전쟁에는 유럽의 거의 모든 열강이 참여하게 되어 유럽뿐 아니라 그들의 식민지가 있던 아메리카와 인도에까지 퍼진 세계대전급의 대규모 전쟁이었다. 인도의 무굴 제국이 프랑스의 지지를 받으며, 영국에 의한 벵골 지방의 침공을 저지하려고 했다. 주로 오스트리아-프랑스-작센-스웨덴-러시아가 동맹을 맺어 프로이센-하노버-영국의 연합에 맞섰다.
유럽에서는 영국의 지원을 받은 프로이센이 최종적으로 승리를 거두어 슐레지엔의 영유권을 확보했으며, 식민지 전쟁에서는 영국이 주요 승리를 거두어 북아메리카의 뉴프랑스(현재의 퀘벡주와 온타리오주)를 차지하여 북아메리카에서 프랑스 세력을 몰아냈고, 인도에서도 프랑스 세력을 몰아내어 대영제국의 기초를 닦았다.

## 개요
영국과 프랑스 간의 분쟁은 1754년부터 1756년에 영국이 프랑스의 북아메리카 식민지를 공격하고, 프랑스 상선 수백 척 나포한 것으로 시작되었다. 한편, 세력을 확장하고 있었던 프로이센은 오스트리아와 독일 내외의 주도권을 놓고 다투고 있었다. 1756년 외교 혁명이 이루어졌다.
전쟁이 임박한 것을 예감한 프로이센은 예방 전쟁 차원에서 작센을 침공하여 유린 했다. 이런 행위에 전 유럽이 어수선해졌다. 오스트리아가 프랑스와 동맹을 맺고 오스트리아 왕위 계승 전쟁에서 잃은 슐레지엔을 탈환하려고 했기 때문에 프로이센은 영국과 영보 동맹을 체결했다.
제국의 제후국 대부분은 마지못해 하면서도 제국 의회의 의결에 따라 오스트리아 측에 참전했다. 그러나 영보 동맹 측에도 제국의 일부 제후국이 참여를 했다. 스웨덴은 이전에 프로이센에 빼앗긴 포메라니아의 탈환을 노리고 반 프로이센 동맹에 참전했다. 스페인은 제3차 가족 협약에 따라 프랑스 측에 참전했지만, 양국이 1762년에 일으킨 포르투갈 침공은 대패로 끝났다. 러시아 제국은 처음에는 프로이센의 폴란드에 대한 야심을 견제할 목적으로 오스트리아 측에 참전했지만, 1762년에 표트르 3세가 황제로 즉위하자 프로이센 편을 들었다.
이전의 전쟁과는 달리 유럽 중소국 대부분은 한 편의 참전국과의 분쟁을 이어가고 있었지만, 7년 전쟁에 휘말리는 것은 피하고자 했다. 프레데리크 5세가 다스리던 덴마크-노르웨이가 그 일례로, 표트르 3세가 즉위했을 때는 하마터면 프랑스 측에 참전할 뻔 했지만, 양국 간의 전쟁이 발발하기 전에 표트르 3세가 폐위되었다. 오랫동안 영국의 동맹국이었던 네덜란드는 영국과 프로이센과 유럽 열강 사이의 싸움에 휘말려 들어가는 것을 두려워 하여 중립을 견지했다. 그리하여 친수라 전투를 통해 한때 영국이 인도를 지배 하에 두는 것을 막으려했다. 나폴리 왕국, 시칠리아 왕국, 사르데냐 왕국은 심정적으로 부르봉 왕가를 지지했지만, 영국이 두려워 동맹 가입을 거부했다. 러시아는 전쟁으로 인한 증세가 있었던 데다 1759년에 옐리자베타 페트로브나 여제가 겨울 궁전 증축을 위해 염세와 주세를 징수하여 백성을 괴롭혔다. 스웨덴과 마찬가지로 러시아는 프로이센과 단독으로 강화했다.
1756년 시작된 전쟁은 1763년 프랑스 – 스페인 - 영국 사이의 파리 조약과 작센 - 오스트리아 - 프로이센 사이의 후베르투스부르크 조약으로 종결되었다.
영국은 북아메리카의 누벨 프랑스의 대다수, 스페인령 플로리다, 서인도 제도의 일부 섬, 서아프리카 해안의 세네갈 식민지, 인도에서 프랑스 교역 지역에 대한 우월을 획득했다. 아메리카 원주민은 협약에 참여하지 못했고, 그 불만으로 폰티악 전쟁을 일으키지만 7년 전쟁 이전의 상태로 되돌리는 데는 실패했다. 유럽에서 프로이센은 계속 고전했지만, 운 좋게도 프리드리히 대왕은 슐레지엔의 영유권을 확고히 했다. 프로이센은 이제 유럽 열강의 일각을 차지하게 되었다. 오스트리아는 본래의 목적이었던 슐레지엔의 수복을 달성하지 못했지만, 그 군사력을 각국에 과시할 수 있었다. 포르투갈, 스페인, 스웨덴은 참전했지만, 소득은 없었고, 대국의 지위조차 회복하지 못했다. 프랑스는 많은 식민지를 잃어버리게 되었고, 거액의 채무를 떠안아 결과적으로 원래 취약했던 재정을 더욱 악화시켰다. 스페인은 플로리다를 잃었지만, 프랑스령 루이지애나를 획득했고, 그 이외의 식민지인 쿠바와 필리핀은 임시적으로 영국에 점령되었지만, 평화 조약을 통해 반환받게 된다.
이후, 프랑스와 스페인은 1778년 미국 독립 전쟁에 참전하여 영국에 보복하며, 그 패권을 한꺼번에 잡으려 했다.
제1차 세계 대전으로부터 160년 전에 일어난 이 7년 전쟁은 아마도 진정한 의미에서 최초의 세계 대전이었으며, 전 세계에 영향을 미쳤다. 7년 전쟁은 유럽의 정치 지도를 재편했을 뿐만 아니라 19세기 팍스 브리타니카, 독일에서 프로이센의 지위 상승, 미국 독립 혁명과 프랑스 혁명의 원인이 되었다.

## 명칭
이 전쟁은 참전 국가의 사관, 전장과 상대국에 따라 서로 다른 이름으로 불린다.
- 미국 : 프랑스-인디언 전쟁(영어: French and Indian War)
- 프랑스계 캐나다 : ‘정복 전쟁’(프랑스어: Guerre de la Conquête),
- 스웨덴 - 프로이센 : 포메라니아 전쟁(스웨덴어: Pommerska kriget, 1757년 – 1762년),
- 인도 대륙 : 제3차 카나틱 전쟁(1757년 – 1763년)[2]
- 프로이센 – 오스트리아 : 제3차 슐레지엔 전쟁(1756년 - 1763년)[3]

이 전쟁을 최초의 ‘세계 대전’으로 선정하게 되면, 그 이전의 80년 전쟁, 30년 전쟁, 스페인 왕위 계승 전쟁, 오스트리아 왕위 계승 전쟁과 이후 나폴레옹 전쟁에서도 유사한 비판이 이루어질 수 있다. 또한 18세기의 거의 모든 시기를 통해 세계에서 적대하게 되는 프랑스와 영국 사이의 전쟁은 백년 전쟁에 비유하여 제2차 백년전쟁이라고도 한다.

## 배경

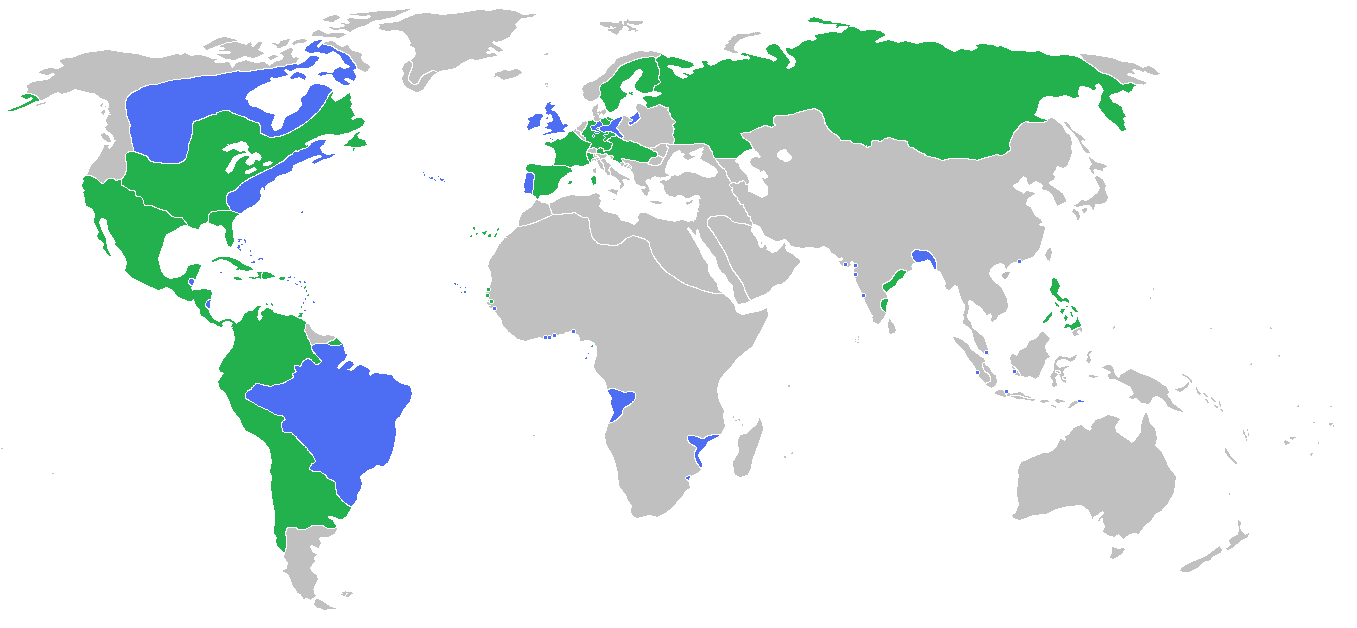
7년 전쟁의 참전국
영국, 프러시아, 포르투갈 동맹
프랑스, 스페인, 오스트리아, 러시아, 스웨덴 동맹

### 유럽
1740년부터 1748년까지 지속된 오스트리아 왕위 계승 전쟁에서 프로이센(또는 프러시아)의 왕 프리드리히 대왕(프리드리히 2세)은 오스트리아의 부유한 슐레지엔 지방을 탈취했다. 오스트리아의 ‘여제’ 마리아 테레지아는 1748년에 군의 재건과 동맹을 맺기 위한 시간을 벌기 위해 〈엑스라샤펠 조약〉에 서명했다.
오스트리아 왕위 계승 전쟁에서 각 나라는 전통적인 적대 관계에 따라 동맹을 맺었다. 프랑스의 숙적 영국과 오스트리아는 루이 14세 시대에 같이 손잡았던 것처럼 동맹을 맺었다. 프랑스는 독일의 반합스부르크 진영인 프로이센과 바이에른을 지지했다. 그러나 어떤 동맹이던 동맹 간의 불만을 남겼다. 영국은 오스트리아에 자금을 지원했지만, 오스트리아는 영국의 이익이 되지 않았고, 오스트리아에게도 영국의 원조는 슐레지엔 탈환으로 연결되지 못했다. 프로이센은 막상 슐레지엔을 확보했지만, 프랑스 이익에 반하는 오스트리아와 단독 조약을 맺었다. 그럼에도 불구하고 프랑스는 1747년에 프로이센과 방위 동맹을 체결하였고, 1748년 이후 영오 동맹을 유지하는 것이 영국 총리인 헨리 펠럼의 형이자 북부 장관이기도 했던 뉴캐슬 공작에게 필요하다고 판단했다. 그러나 몇 년 후 프랑스가 오스트리아와 연대하고, 영국이 프러시아와 연대하는 ‘외교 혁명’이라는 사태가 일어나 두 동맹은 붕괴되었다.
1756년 오스트리아는 프로이센과의 전쟁에 대비하여 군을 정비했다. 그 10년 전인 1746년 6월 2일 오스트리아와 러시아는 방위 동맹을 체결하여 공동으로 양국과 폴란드 - 리투아니아의 영토를 프로이센과 오스만 제국의 침공으로부터 보호하고자 했다. 또한 비밀 조항으로 프로이센과 전쟁이 발발할 경우 러시아는 오스트리아와 〈브레슬라우 조약〉에 할양된 지역의 수복을 지원하기로 했다. 동맹의 진정한 목적은 프리드리히 2세를 철저하게 견제하여 그 영토를 브란덴부르크 선제후령으로 한정하고 동프로이센을 폴란드령으로 하고자 함이었다. (우선 동프로이센을 러시아에 할양하고, 이어 폴란드의 쿠를란트를 교환할 수 있었다.) 옐리자베타 페트로브나 여제의 치하에서 러시아의 대재상을 지낸 알렉세이 베스투제프류민 백작은 프랑스와 프로이센에 적대감을 가지고 있었다. 프로이센의 뒤에 프랑스의 지지가 있었기 때문에, 오스트리아 재상 카우니츠를 설득하지 못하고, 공수 동맹을 맺는데 실패했다.
하노버 왕조의 영국 왕 조지 2세는 조국 하노버의 유지에 열의를 보였고, 이러한 상황은 영국의 식민지 정책과 충돌했다. 프랑스와 식민지 전쟁을 재개하려면 먼저 하노버를 프랑스 - 프로이센 연합군의 공격으로부터 지켜야했다. 프랑스도 식민지 확장에 관심을 가지고 대 영국 전쟁에서 하노버의 취약점을 이용할 생각을 하고 있었지만, 프로이센으로 인해 중앙 유럽에 파병할 준비를 하지 못했다.
프랑스의 정책은 루이 15세의 비밀 외교기관 ‘스크레 뒤 루아’의 존재에 의해 복잡하게 전개되고 있었다. 루이 15세는 외무대신에게도 알리지도 않고 유럽에서 첩보망을 구축하였다. 자신의 정치적 목적을 달성을 위해 때로는 프랑스가 공개적으로 선언하고 있는 정책과 충돌했다. ‘스크레 뒤 루아’ 정책의 일례로서 루이 15세의 친족 콘티 공공 루이 프랑수아 1세를 폴란드 왕으로 옹립하려고 시도하였고, 폴란드, 스웨덴, 오스만 제국(러시아와 오스트리아의 국익에 반하는)을 프랑스 종속국으로 삼으려는 시도가 있었다.
프리드리히 2세는 작센과 서프로이센에 야심을 가지고 있었지만, 침략 전쟁을 일으킬 경우, 프랑스의 지지를 얻기는 어려울 터였다. 그러나 하노버 병합을 염두에 두고 있는 프랑스를 편들면, 오스트리아와 러시아의 공격에 노출될 가능성이 있었다. 작센의 선제후 프리드리히 아우구스트 2세는 폴란드 왕도 겸하고 있었지만, 작센과 폴란드 사이에는 브란덴부르크와 슐레지엔이 있었다. 양국 모두 대국으로 성장할 가능성은 낮았고, 작센 군은 2만 3천명 밖에 없었다. (그 중 3천이 폴란드에 주둔) 때문에 프로이센과 보헤미아 사이의 완충 국가로 전락했다. 폴란드는 리투아니아와 연합하고 있었고, 내부에서 친불파와 친러파로 분열되어 있었다. 따라서 프로이센이 오스트리아에서 보헤미아를 강탈해 작센과 교환하는 작전도 있었다.
영국은 오스트리아를 일단 만족시키기 위해 황제 선거에서 하노버 선제후의 표를 마리아 테레지아의 아들 요제프 대공에 주겠다고 동의했지만, 프랑스와 프로이센은 이 결정에 실망했다. 또한 영국은 오스트리아 - 러시아 동맹에 참여했지만, 사태는 복잡했다. 영국이 동맹에 참여한 목적은 하노버를 프랑스로부터 보호함과 동시에 카우니츠가 프랑스와 하노버 동맹을 맺으려 했기 때문이었다. 그러나 프랑스는 러시아가 오스트리아 왕위 계승 전쟁에서 오스트리아 편에 섰기 때문에 러시아를 싫어했고, 또한 프로이센을 해체하면 중부 유럽이 불안정해질 우려도 있었다.

### 외교 혁명
오스트리아의 재상 카우니츠는 몇 년간 프랑스와 동맹을 추진했다. 그는 하노버의 정치에 개입하는 것을 극도로 기피하였다. 오스트리아의 슐레지엔 탈환을 프랑스가 지원하는 대신 오스트리아령 남네덜란드를 할양하는 것조차 마다하지 않았다. 영국은 이 결정에 분노했고, 또한 네덜란드가 중립을 견지했기 때문에 러시아에 접근했다. 1755년 9월 30일, 영국은 재정 지원을 지원하여 러시아군 5만을 리보니아와 리투아니아의 경계에 주둔시켰다. 영국이 의도한 것은 러시아군으로 하여금 유사시에 하노버를 방어하게 한다는 전략이었다. 베스투제프는 이러한 준비가 프로이센에 대항하기 위한 것으로 착각했지만, 지원금을 받았기 때문에 쉽게 승낙했다. 정작, 조지 2세는 비밀리에 프로이센 왕 프리드리히 2세에게 동맹을 제안했다. 프리드리히 2세는 오스트리아와 러시아의 침공이 두려워 영국과 화해를 하여 1756년 1월 15일 〈웨스트민스터 조약〉을 체결하고 상호 원조를 약속했다. 양국은 조약에 따라 유럽의 평화와 안정을 유지하려고 했다.
조약의 내용은 각국을 자극하지 않도록 신중하게 작성되었지만, 다른 유럽 국가들 역시 격앙했다. 러시아의 옐리자베타 페트로브나 황후는 영국의 이원 외교에 분노했다. 프랑스는 유일한 동맹국이었던 프로이센의 갑작스런 배신에 분노와 공포를 느꼈다. 오스트리아, 특히 카우니츠는 이 상황을 이용하여 프랑스와 동맹을 재촉하였고, 프랑스는 고립될까 두려워 동의를 할 수 밖에 없었다. 그리하여, 1756년 5월 1일, 프랑스와 오스트리아 사이에도 〈베르사유 조약〉이 체결되었다. 조약에는 양국으로부터 공격을 받을 경우 서로 군대 2만 4천을 제공하기로 협약했다. 〈웨스트민스터 조약〉도, 〈베르사유 조약〉도 방위 동맹이었지만 두 동맹의 행동에 의해 전쟁이 불가피해졌고, 이 외교 혁명은 결과적으로 전쟁의 계기가 되었다.

### 북미

1750년 당시 북아메리카 각국의 판도. 분홍색과 보라색이 영국령, 파란색 프랑스령, 오렌지가 스페인령이다. 7년 전쟁의 일부인 프렌치 인디언 전쟁 이후 판도 전체를 경신했다.

1750년대 북미에서 영국과 프랑스 식민지의 경계는 대부분 정해져 있지 않았다. 프랑스는 이전부터 미시시피강 유역의 영유를 주장했지만 영국이 반발했다. 1750년대 초에 프랑스는 오하이오 강 유역에서 일련의 요새를 구축하고 실효 지배하려고 했으며 원주민으로부터 영국의 영향을 배제하려고 했다. 반면 동해안에 자리를 잡은 영국 정착민은 프랑스군이 영국 식민지 서쪽 경계에 접근하는 것과 프랑스가 동맹을 맺고 있는 원주민을 선동하여 영국인을 공격하는 것을 우려했다. 또한 농지를 요구해 오는 이주민이 증가하고 있었기 때문에 영국 정착민들은 오하이오 강 유역을 비옥한 농지로 확보하려고 했다.
프랑스가 계획한 요새 중 가장 중요한 것이 앨러게니강과 머논가힐라강이 합류하여 오하이오 강이 되는 합류점(현 펜실베이니아주 피츠버그)에 위치한 것이었다. 영국은 평화롭게 이 요새의 건축을 막으려고 했지만 실패했고, 프랑스는 그대로 요새를 지어 그것을 뒤켄 요새라고 명명했다.
버지니아 식민지는 그 요새를 공격하기 위해 조지 워싱턴이 이끄는 민병대를 파견했다.(뒤켄 요새 전투) 1754년 5월 28일, ‘주먼빌 글렌 전투’에서 소수의 프랑스 주둔군을 공격하여 지휘관 주몬비유 등 10명을 살해했다. 프랑스는 보복으로 1754년 7월 3일, ‘네세시티 요새 전투’에서 워싱턴 군을 공격하여 항복시켰다. 이 두 전투로 7년 전쟁의 불길이 붙었다.
전투 소식이 유럽으로 전해지면서 영국과 프랑스는 협상으로 해결하려고 했다. 협상은 지지부진했고, 양국은 정규군을 파견해 자신들의 주장을 밀어 붙이려했다. 영국은 우선 1755년 6월 16일 보세주르 요새 전투에서 아카디아를 강습한 직후에 아카디아 추방이 이루어졌다. 7월, 영국의 에드워드 브래독 장군은 병력 2천과 현지 민병대를 이끌고 뒤케인 요새로 원정을 떠났지만 대패로 끝났다. 또한 에드워드 보스카웬 제독은 1755년 6월 8일의 해전에서 프랑스 선박 알치데를 포격하여 알치데( Alcide)와 리스(Lys) 2척을 나포했다. 또한 9월에는 양군이 조지 호수 전투에서 교전을 벌였지만, 승패를 기록하지 못했다.
1755년 8월 이후, 영국은 프랑스 해운을 방해했고, 명목상 선전포고를 하지 않았음에도 불구하고 프랑스 상선 수백 척을 나포하여 상선의 선원 수천 명을 포로로 잡았다. 격노한 프랑스가 영국과 동군 연합인 하노버 선제후령을 공격하려고 했기 때문에 영국은 프로이센과 협약을 맺었고, 프로이센은 하노버의 방어하는데 동의했다. 프랑스는 이 협약에 대응하여 오랫동안 서로 싸웠던 오스트리아와 화해하여 동맹을 체결했다. 이 동맹의 변형이 이른바 외교 혁명이다.

## 각 국의 전략

### 프랑스
18세기 거의 전반에 걸쳐 프랑스의 전략은 동일했다. 식민지에서의 전투는 지는 전투로 간주하고, 현지 주민에게 지키게 하여 최소한으로 증원과 미숙련 병사만 보내고 있었다. 이것은 프랑스의 지리적 문제와 영국 해군의 우위가 있었기 때문에 프랑스 해군이 식민지에 대규모의 보급과 증원을 하기 어려웠기 때문에 어느 정도는 어쩔 수없는 일이었다. 또한 장대한 국경선을 가진 프랑스에게 본토의 강력한 육군은 빼놓을 수 없는 것이었다. 이러한 이유로 프랑스 정부는 유럽의 육군을 그러한 전략의 중심으로 했다. 프랑스 육군의 대부분을 대륙에 머물게 하여 본토 근처에서 승리를 얻으려고 했다. 프랑스의 계획은 종전까지 전투를 이어가고, 강화 협상에서 상실된 유럽 점령지를 해외 식민지로 교환한다는 것이었다. 그러나 7년 전쟁에서 이러한 전략은 잘 먹히지 않았다. 유럽의 육전은 비교적 성공했지만, 해외 식민지를 거의 상실해 버렸고, 종전 시에 (상실한 식민지와 교환할 수 있는) 유럽에서 균형을 맞춰줄 점령지를 확보하지 못했다.

### 영국

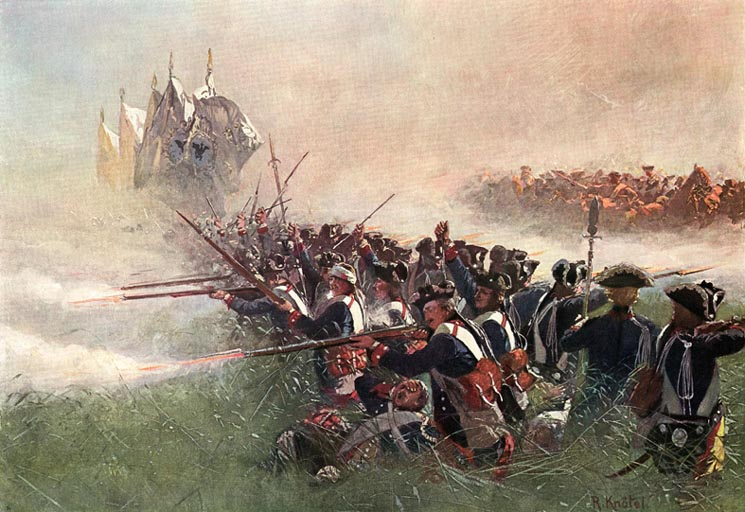
1757년 콜린의 프러시아 라이프가르데 대대

영국은 합리적이고, 현실적인 이유에서 유럽 대륙에 대규모 파병을 피하려고 했다. 영국은 유럽 대륙에서 불리한 세를 이른바 ‘적의 적’인 대륙 국가와의 동맹으로 보충하려고 했다. 대륙의 동맹국 군대에 자금을 지원하여 런던의 경제력을 군사적 우위로 바꿀 수 있었다. 1756년, 외교 혁명에서 영국은 오스트리아와의 오랜 동맹을 파기하고 프로이센으로 갈아탔다. 이러한 전략으로 영국은 7년 전쟁에서 당시 최강의 장군이었던 프로이센의 프리드리히 대왕을 거액의 지원금에 대한 대가로 프랑스와 싸우게 할 수 있었다. 영국은 프랑스와는 반대로 전쟁 수행의 중심을 식민지로 두고, 해군의 능력을 유감없이 발휘했다. 영국은 적국의 항구에 포격과 해상 봉쇄를 하고, 해상에서 병력을 수송하는 전략을 수행했다. 적국의 운송을 방해하면서 그 식민지를 공격하였고, 때로는 근처의 영국 식민지 정착민의 힘도 빌렸다.

### 러시아, 오스트리아
러시아와 오스트리아는 새로운 위협으로 부상한 이웃 나라 프로이센의 약화를 도모하였다. 1756년에 프랑스와 방위 동맹을 체결하고, 프랑스의 원조 하에 오스트리아와 러시아가 프로이센 공격하는 데 동의했다.

## 유럽 전투
1756년에 입각한 영국의 윌리엄 피트는 전투에 대해 원대한 비전을 가지고 프랑스와의 전쟁을 이전까지와는 전혀 다른 상황으로 전환시켰다. 윌리엄 피트는 실질적인 총리로 프랑스 전체 특히 북아메리카와 인도를 탈취하는 정책을 추진했다. 영국의 강점은 해군에 있으며 제해권을 장악하고, 원하는 만큼 침공군을 식민지에 파병하는 것이 가능했다. 13개 식민지의 민병대를 동원하여 영국 정규군의 지휘 하에 누벨 프랑스를 침공했다. 프랑스 육군을 묶어두기 위해 유럽 동맹국에게 아끼지 않고 보조금을 지원했다. 윌리엄 피트는 1756년부터 1761년까지 실질적으로 영국 정부의 수장이었으며, 그가 사임한 후에도 그 정책은 계속되어 큰 성공을 거두었다. 윌리엄 피트는 부왕령 식민지의 가치, 그리고 프랑스의 약점을 제대로 인식하고 있었다.

### 1756년
영국 총리 뉴캐슬 공작은 외교 혁명으로 유럽에서의 전쟁을 막을 수 있다고 낙관하고 있었다. 그러나 프랑스의 대군이 툴롱에 집결했고, 지중해의 메노르카섬 공격을 함으로써 대 영국 작전을 시작했다. 영국의 구원의 시도는 1756년 5월 20일 메노르카섬 해전의 패전으로 실패로 돌아갔다. 6월 28일에 메노르카섬은 프랑스에 점령되었다. 그리하여 영국의 존 빙 제독은 군법회의에 회부된 후 처형당했다. 5월 17일, 영국은 프랑스에 공식적으로 선전포고를 했다. 그러나 이것은 오하이오 영토에서 전투가 시작된 지 거의 2년 후의 일이었다.
프로이센 왕 프리드리히 2세는 북미에서의 전투를 보고받고 영보 동맹을 맺었다. 1756년 8월 29일, 그는 프로이센군을 이끌고 작센 선제후국을 침공했다. 이것은 오스트리아에 의한 슐레지엔 침공에 대한 예방 전쟁으로 선제공격이었지만, 그 목적은 세 가지가 있었다. 첫째, 작센을 탈취하여 프로이센에 대한 위협을 제거하고, 그 군대와 자금을 프로이센의 전쟁 수행에 전용하는 것. 다음은 보헤미아에 진군해 동영하여 오스트리아에 부담을 주는 것. 그리고 마지막으로, 슐레지엔에서 모라비아에 침공하여 올로모우츠 요새를 탈취한 다음 비엔나로 진군해 전쟁을 끝내는 것이었다.
이 세 가지 목적을 달성하기 위해, 프리드리히 2세는 슈베린 백작 겸 원수가 이끄는 2만 5천의 병사를 슐레지엔에 머물게 하여 모라비아와 헝가리의 침입을 방지하게 했다. 한스 폰 레발트 원수를 동프로이센에 주둔시켜 러시아가 동쪽에서 침공하는 것을 방지하게 했으며, 스스로도 군대를 이끌고 작센으로 진군했다. 프로이센군은 삼열종대로 진군했다.
우익은 볼펜 뷔텔 공자 페르디난트가 이끄는 병사 약 1만 5천이었고, 좌익은 아우구스트 빌헬름 공작이 이끄는 병사 1만 8천, 그리고 중간은 프리드리히 2세와 야곱 폰 카이트 원수가 이끄는 병사 3만이었다. 페르디난트는 켐니츠를 포위할 예정이었고, 베베른은 루사티아를 통해서 바우첸에 접근하는 한편 프리드리히 2세와 카이트는 드레스덴으로 향했다.

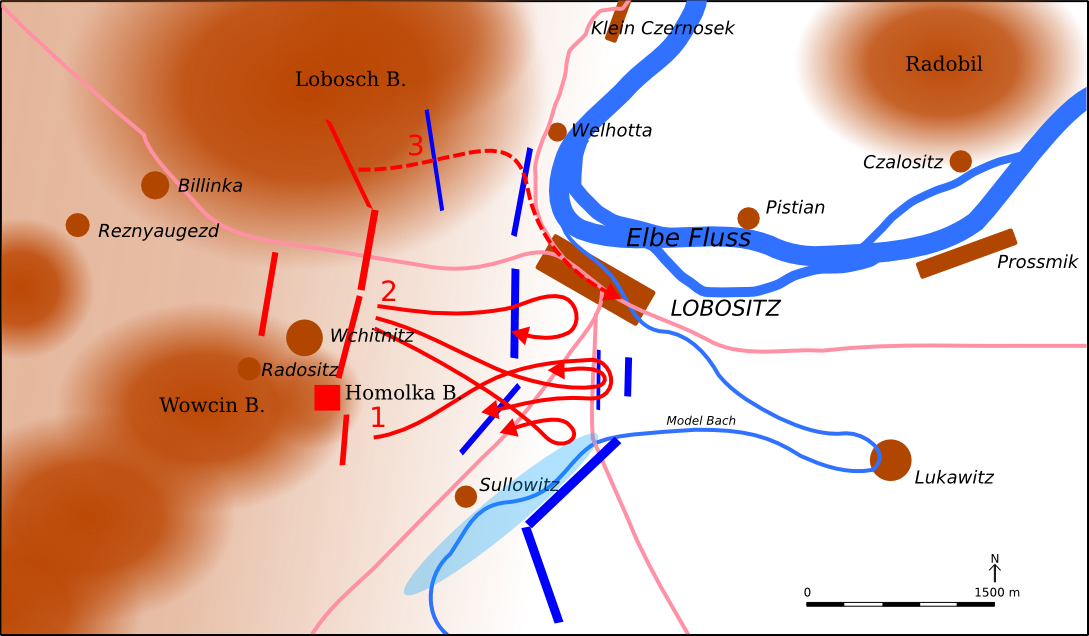
로보지츠 전투(1757년 10월 1일). 프로이센군: 적색, 오스트리아군: 청색.

작센군과 오스트리아군은 허를 찔린 데다가 분산되어 있었기 때문에 프리드리히 2세는 거의 무저항으로 작센의 수도 드레스덴을 점령했다. 1756년 10월 1일, 로보지츠 전투에서 막시밀리안 울리세스 브로운이 이끄는 오스트리아군이 고립된 작센군과 합류하는 것을 막았다. 그리고 작센은 프로이센군에 점령되었다. 피르나 공성전 이후 작센군은 1756년 10월에 항복하고 프로이센군에 강제 편입되었다. 중립국의 작센을 공격한 것으로 인해 전 유럽에 분노의 소리가 높아졌고, 반프로이센 동맹의 결속이 강화되었다. 오스트리아군이 성공한 것은 슐레지엔의 일부를 점령한 것뿐이었다. 프리드리히 2세는 서전에서 승리했지만, 어느 전투도 결정적인 것은 없었으며, 세력이 작았던 프로이센군에 그 희생은 컸다. 또한 예상보다 고전한 것 때문에 프리드리히 2세는 이전의 전쟁에서 싸운 오스트리아군과 다르다고 평가했다.
영국은 프로이센의 갑작스런 침공에 놀랐지만 곧 보급을 보냈고, 67만 파운드의 보조금(2016년 시점 £ 89,870,000와 동일)을 보냈다. 영국은 독일의 동맹국과 감시군을 편성하여 하노버에서 프랑스 침공에서 막으려고, 컴벌랜드 공작 윌리엄 오거스터스가 지휘를 맡았다. 영국은 네덜란드 연방공화국을 동맹에 가입시키려고 했지만, 네덜란드는 중립을 견지했다. 군대에 압도적인 차이가 있었지만, 대륙에서 프로이센군이 대체로 성공을 거두었고, 북미에서 영국에게 비참한 결과가 나왔다.

### 1757년

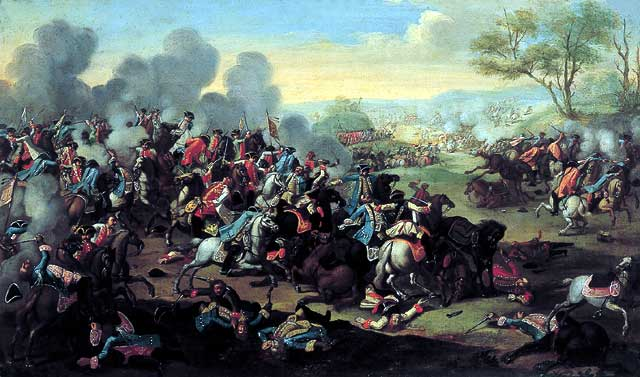
콜린 전투(1757년 7월 18일)

1757년 4월 18일, 프리드리히 2세는 다시 주도권을 잡고 보헤미아로 진군하였고, 오스트리아 군에 결정적인 패배를 안겼다. 5월 6일, 프라하 전투에서 양군 모두 1만 이상의 피해를 냈지만, 프로이센의 승리로 끝났고, 오스트리아군은 프라하의 요새에 틀어박혔다. 프로이센군은 계속해서 프라하를 포위했다. 그러한 상황에 대처하여 오스트리아군의 지휘관 레오폴드 폰 다운이 3만 명의 군대를 편성하여 프라하를 구원하기 위해 달려갔다. 프리드리히 2세는 프라하를 포위하고 있던 프로이센군 중 5,000명을 뽑아 보헤미아의 콜린에 있는 브라운슈바이크 베베른 공작이 이끄는 19,000명에 합류시켰다. 늦게 도착한 다운은 프라하 전투에 참가하지는 못했지만, 패주해 온 오스트리아군 16,000명을 수습하고 천천히 프라하를 구원하기 위해 진군했다. 프로이센군은 프라하의 포위와 다운의 처리를 동시에 하기에는 약했다. 때문에 프리드리히 2세는 전투를 준비하고 있던 오스트리아군과 싸워야 했다. 그 결과로 일어난 콜린 전투(1757년 7월 18일)에서 프리드리히 2세는 최초로 대패했다. 그는 프라하의 포위를 풀고, 보헤미아에서 퇴각할 수밖에 없었다.
얼마 후 스테판 표토로비치 아프락신 원수가 이끄는 러시아군 75,000명은 메멜을 포위했다. 메멜은 프로이센의 요새 중에서도 견고했지만, 러시아군은 5일 동안의 포격으로 그것을 점령했다. 러시아군은 메멜을 기지로 동프로이센을 침공했고, 1757년 8월 30일, 그로스예거스도르프 전투에서 격전을 치른 후 소규모 프로이센군을 격파했다. 미국의 사학자 다니엘 마스톤은 그로스예거스도르프 전투는 프로이센 군대에게 ‘러시아군의 전투력에 대한 존경을 회복’하게 했고, 그것이 “이후 조른도르프 전투(1758년 8월 25일)와 쿠너스도르프 전투(1759년 8월 12일)에서 강화되었다”고 말했다. 그러나 러시아군은 메멜과 그로스예거스도르프 전투에서 포탄을 다 써 버려서, 쾨니히스베르크를 점령하지도 못하고 이내 철수했으며, 이후 아프락신은 해임되었다.

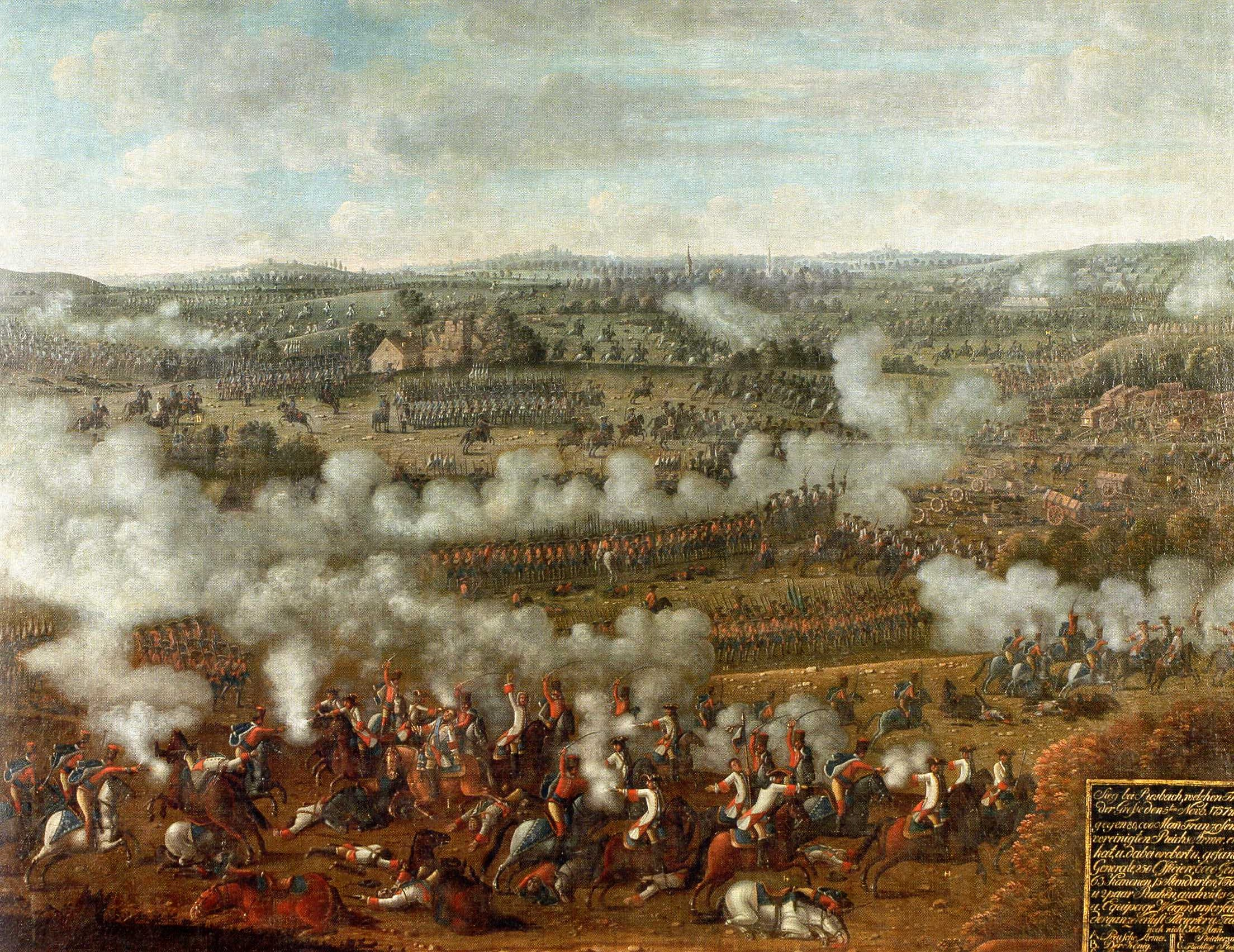
로스바흐 전투(1757년 11월 5일)

병참 문제는 전쟁 내내 러시아군에게 되풀이 되는 근심거리였다. 러시아는 유럽 중부에서 싸울 동유럽의 원시적인 진흙 투성이의 도로를 통해 보급을 적절하게 할 필요가 있었지만, 러시아군은 그것을 할 수 있는 보급계가 없었다. 따라서 러시아군은 큰 전투를 치른 후, 승패와 손실에 관계없이 철수하는 경우가 많았다. 전투에서 탄약의 상당수를 소비한 후, 러시아 장군들은 보급이 오래 걸린다는 사실을 알기 때문에 또 다른 전투를 할 엄두를 내지 못했다. 이렇게 장기간 대기해야 하는 약점은 1735년부터 1739년까지 지속된 러시아 - 터키 전쟁에서 분명히 나타냈다. 러시아가 서전을 승리했음에도 불구하고 병참 문제로 결국 약간의 영토만 획득하는 것으로 전쟁을 마칠 수밖에 없었던 것이다. 러시아군의 보급계는 그 후에도 개선되지 않았고, 프로이센과의 전투에서도 동일한 문제가 발생했다. 그럼에도, 러시아 제국의 육군은 프로이센에게는 새로운 위협이었다. 프리드리히 2세는 보헤미아 침공을 중단해야 했을 뿐만 아니라, 프로이센이 통제하는 영토까지 철수할 수밖에 없었다. 전장에서 그의 패배는 훨씬 더 많은 나라들을 전쟁으로 끌어들였다. 스웨덴이 프로이센에 선전포고를 하고 17,000명의 병력으로 포메라니아를 침공했다. 당시 프로이센은 이미 작센, 슐레지엔, 동프로이센과 많은 전장에서 싸우고 있었기 때문에, 스웨덴은 17,000명 정도의 병력만으로도 포메라니아를 점령할 수 있다고 판단했던 것이다.

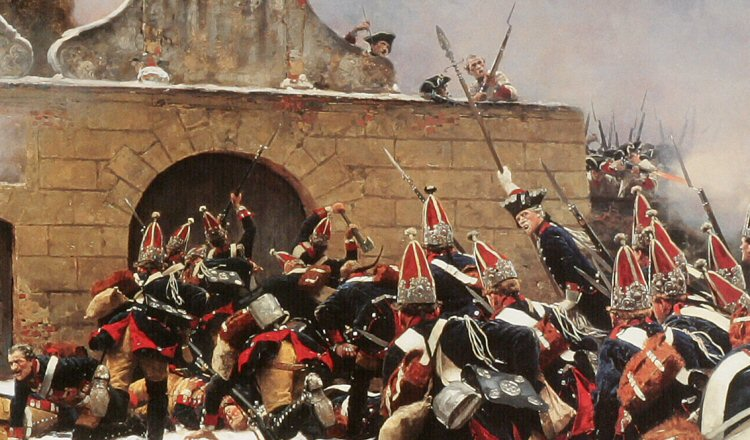
로이텐 전투(1757년 12월 5일), 카를 뢰흘링 작

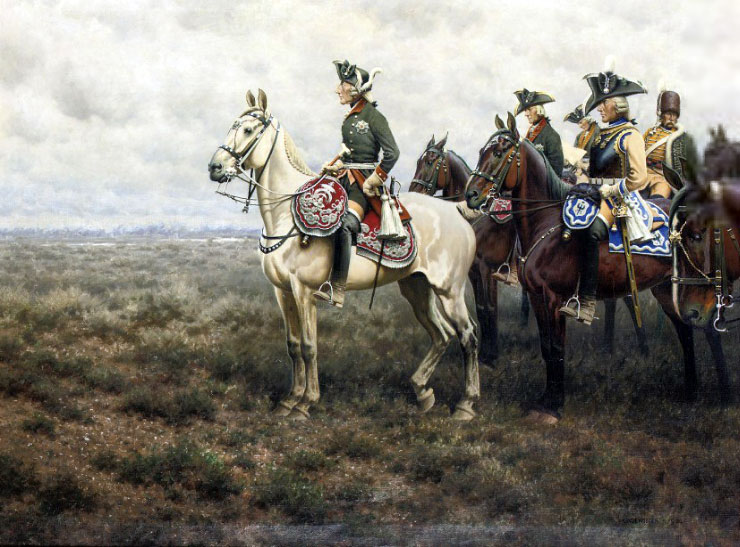
로이텐의 프리드리히와 참모들

이제 프로이센의 앞길은 암담해 보였다. 오스트리아는 동원령을 내려 프로이센을 침공할 준비를 하고 있었으며, 서쪽에서는 수비즈 공작이 이끄는 프랑스군과 신성 로마 제국군 연합군이 다가오고 있었다. 신성 로마 제국의 군대는 황제 프란츠 1세의 요청을 받은 프리드리히에 대항하는 독일 소국에 의한 연합군이었다. 그러나 1757년 말, 독일의 정세는 역전되었다. 11월 5일, 로스바흐 전투에서 수비즈 공작의 프랑스군이 프리드리히 2세의 프로이센군에 대패했고, 12월 5일, 로이텐 전투에서도 월등한 병력 우위에 있던 오스트리아군이 프리드리히 2세의 프로이센군에 대패하여 궤멸 직전까지 갔다. 전체 전쟁을 통해 프랑스가 프로이센과 싸운 전투는 로스바흐 전투 단 한 차례뿐이었다. 로스바흐 전투에서 프로이센군은 548명을 잃은 반면, 수비즈 공작이 이끄는 프랑스와 독일 연합군은 약 1만 명을 잃었다. 프리드리히 2세는 로이텐 전투를 자신의 가장 큰 승리라고 칭했다. 당시 오스트리아 군대는 대단히 전문적인 병력으로 간주되었기 때문에 많은 사람들이 이 견해에 공감했다. 이 두 차례 승리로 프리드리히 2세는 다시 자신을 유럽 제일의 명장으로서의 입지를 구축했고, 프로이센군을 유럽에서 가장 숙달된 병사로 길러냈다. 그러나 그는 로이텐에서 오스트리아군을 격멸할 절호의 기회를 놓쳤고, 오스트리아군은 보헤미아까지 탈출해 재정비를 할 수 있었다. 또한 프리드리히 2세는 두차례 대승으로 마리아 테레지아를 평화 협상 테이블로 이끌 수 있다고 생각했지만, 그녀는 슐레지엔을 탈환할 때까지 협상을 하지 않기로 결심을 했다. 또한 그녀는 로이텐 전투 이후 군의 지휘를 개선하기 위해 무능한 동생 카를 알렉산더를 경질하고 막 원수로 승진한 다운을 지휘관으로 임명했다.
게다가 컴벌랜드 공작이 이끄는 하노버군이 하스텐벡 전투에서 패배하고, 이어 프랑스에게 하노버 침공을 당한 후 클로스터-체벤 협정으로 전군이 항복한 것이 이 문제를 더욱 힘들게 했다. 이 협정으로 하노버는 전쟁에서 이탈했고, 서쪽에서 프로이센에 침공하는 것을 허용했기 때문에 큰 위협이 되었다. 프리드리히 2세는 독일 내의 타국에서 아무런 군사 원조를 받지 못했기 때문에 곧바로 영국에 대규모 원조를 요청했다.
1758년까지는 러시아가 진군해 올 가능성이 없다고 계산한 프리드리히 2세는 동프로이센의 레발트 장군이 이끄는 군대를 포메라니아로 이동시켰다. 레발트는 그곳에서 스웨덴군의 침공을 물리칠 계획이었다. 단기간에, 프로이센군은 스웨덴군을 축출하고, 스웨덴령 포메라니아의 대부분을 점령하고, 그 수도인 슈트랄준트를 봉쇄했다. 영국 왕 조지 2세는 로스바흐 전투 이후, 내각의 의견을 수용하여 클로스터-체벤 협정을 취소하고 다시 참전했다. 새로 임명된 하노버군 지휘관인 볼펜 뷔텔 페르디난트는 겨울에 군대를 다시 집결시키고, 프랑스군을 덮쳐 라인강 너머까지 쫓아내며, 이후 종전까지 프로이센 서부쪽의 안전을 유지했다. 영국은 북미에서 윌리엄 헨리 요새 전투 등의 추가적인 패배를 겪었다. 그러나 영국 본국은 안정을 되찾고 있었다. 1756년 이후 뉴캐슬 공작과 윌리엄 피트를 수반으로 하는 내각이 잇따라 무너졌다. 1757년, 두 사람은 새롭고 더 굳건한 방향으로 전쟁에 공을 들이기 위한 연립 내각을 구성하기 위한 정치적인 협력 관계를 맺는데 합의했다. 뉴캐슬 공작은 대륙, 특히 독일의 수비를 중시한 반면, 피트는 해군력을 이용하여 전 세계의 프랑스 식민지를 탈취에 열을 올렸다. 이러한 이중 전략은 향후 5년 동안 영국의 핵심적인 정책이 될 예정이었다.
1757년 10월 10일부터 17일까지, 오스트리아군의 장군으로 헝가리 출신인 안드라스 하디크가 후사르 전술로 유명한 전투 중 하나를 수행했다. 당시 로이텐 전투가 벌어지기 전 프리드리히 2세는 오스트리아군을 치기 위해 남쪽으로 진군하고 있었다. 그 와중에 하디크는 자신의 후사르 병력 약 5천 명을 이끌고, 프로이센군을 우회하여 프로이센의 수도 베를린의 일부를 하룻밤 사이에 점령했다. 그는 베를린을 점령하고, 물러나는 대가로 20만 달러를 요구했다. 이 굴욕적인 점령 소식을 듣고, 프리드리히 2세는 군대를 급파하여 베를린을 해제하려고 했지만, 하디크는 아군과 함께 베를린을 빠져나와 무사히 오스트리아로 귀환했다. 그 공으로 하디크는 오스트리아군의 원수로 승진했다.

### 1758년
1758년 초, 프리드리히 2세는 모라비아를 침공하여 올로모우츠(현 체코령 올로모우츠)를 포위했다. (현 체코령 올로모우츠) 오스트리아 군대가 돔슈테트 전투에서 승리하고 프로이센군 보급 부대를 탈취하자 프리드리히 2세는 포위를 중지하고 모라비아에서 철수하면서 이후 대규모 오스트리아령 침공은 일어나지 않았다. 1758년 1월, 러시아군은 동프로이센에 침공했으나 프로이센군이 거의 없었고, 러시아는 거의 저항없이 이곳을 점령했다. 이후 1762년까지 러시아는 동프로이센을 지배하에 두고 있었지만, 프리드리히 2세는 러시아군을 해당 시점에서 당면한 위협으로 보지 않았고 먼저 오스트리아 군대를 철저하게 격파하고 평화를 압박하려 했다.

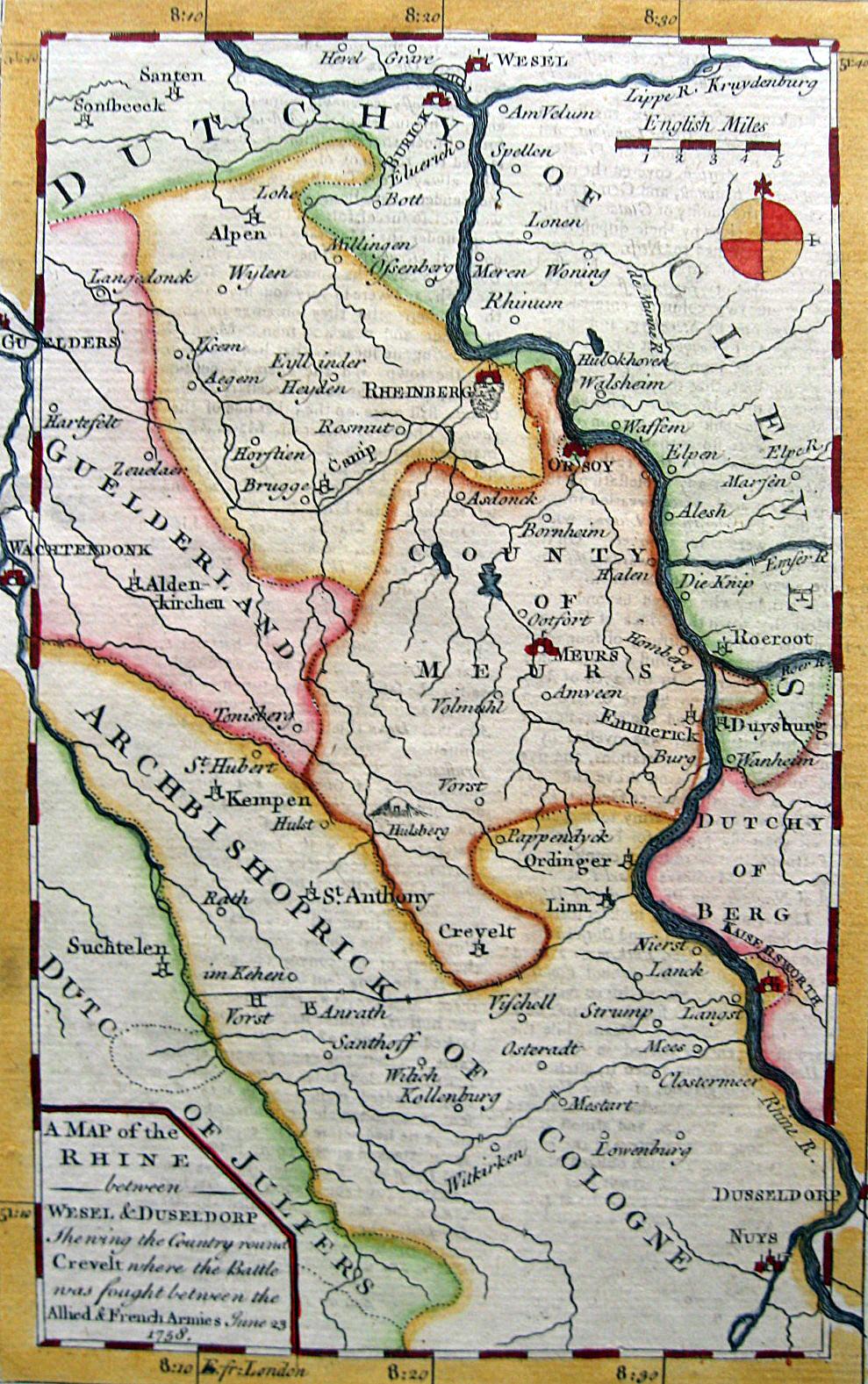
크레펠트 전투(1758년 6월 23일), 젠틀맨스 매거진에 나온 지역 지도

1758년 4월, 영국은 프리드리히 2세와 영보 협정을 체결해 67만 파운드의 보조금을 프로이센에 주었다. 또한 영국은 윌리엄 피트가 정책을 바꾸어 페르디난트가 이끄는 병사 9천 명을 증원하여 하노버 군대에 파견했다. 7년 전쟁 동안 영국이 유럽 대륙에 최초로 파병한 것이 이때였다. 페르디난트는 프랑스군을 하노버와 베스트팔렌에서 쫓아내고, 1758년 3월, 엠덴 항구를 다시 점령하고 라인강을 도하했다. 그는 요격해 온 프랑스군을 크레펠트 전투에서 격파하고 일시적으로 뒤셀도르프도 점령했지만, 프랑스의 능숙한 행군으로 라인강을 건너 철수할 수밖에 없었다.
여기서 프리드리히 2세는 러시아군의 서진을 우려하여 동쪽으로 진군하였다. 1758년 8월 25일, 오데르강 동쪽 노이마르크에서 조른도르프 전투(현 폴란드령 사르비노보)가 벌어졌다. 프리드리히 2세가 이끄는 프로이센군 35,000명과 윌리엄 페르마가 이끄는 러시아군 43,000명이 전투를 벌여 각각 12,800명과 18,000명의 사상자가 발생하여 두 군 모두 피해가 막심했지만, 러시아군이 후퇴했기 때문에 프리드리히 2세는 승리를 선언했다. 조른도르프 전투를 무승부로 설명한 미국의 역사학자 다니엘 마스톤은 양군 모두 너무 지쳤고, 그러한 손실이 났기 때문에, 서로 다시 싸우고 싶지 않았던 것을 그 판단의 이유로 꼽았다.
9월 25일, 소모전만 벌인 토르노프 전투에서 스웨덴군이 프로이센 기병에 의한 6회 공격을 격퇴시켰지만, 이틀 후 벌어진 페르벨린 전투에서 스웨덴 군은 베를린으로 진격하지 않았다.

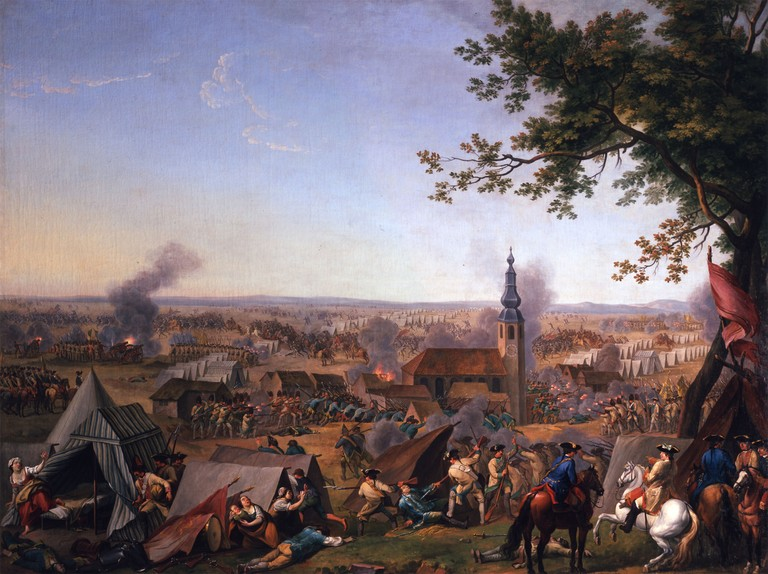
호크키르히 전투(1758년 10월 14일)

전쟁은 그대로 진전이 없는 채로 남아 있었지만, 10월 14일, 다운 장군이 이끄는 오스트리아군이 작센의 호크키르히 전투에서 프로이센군을 기습했다. 프리드리히 2세는 많은 대포를 잃었지만, 주위의 울창한 숲의 도움으로 철수에 성공했다. 오스트리아군은 전투에는 승리했지만, 작센의 전쟁에서 교착되었고, 드레스덴 공격이 실패한 후 오스트리아령까지 후퇴하여 동영에 들어갔다. 다시 작센은 프로이센의 점령 하에 놓인 상태가 되었다. 같은 시기에 러시아군이 포메라니아에서 콜베르크 공성전(현 폴란드령 코워브제크)을 감행했으나 실패로 끝났다.
프랑스에서도 1758년은 실망스런 해였다. 이로 인해 내각의 새로운 총리로 수와절 공작이 임명되었다. 그는 1759년에는 영국과 하노버에 맹공을 가해 전쟁을 마무리 지으려고 했다.

### 1759년 ~ 1760년

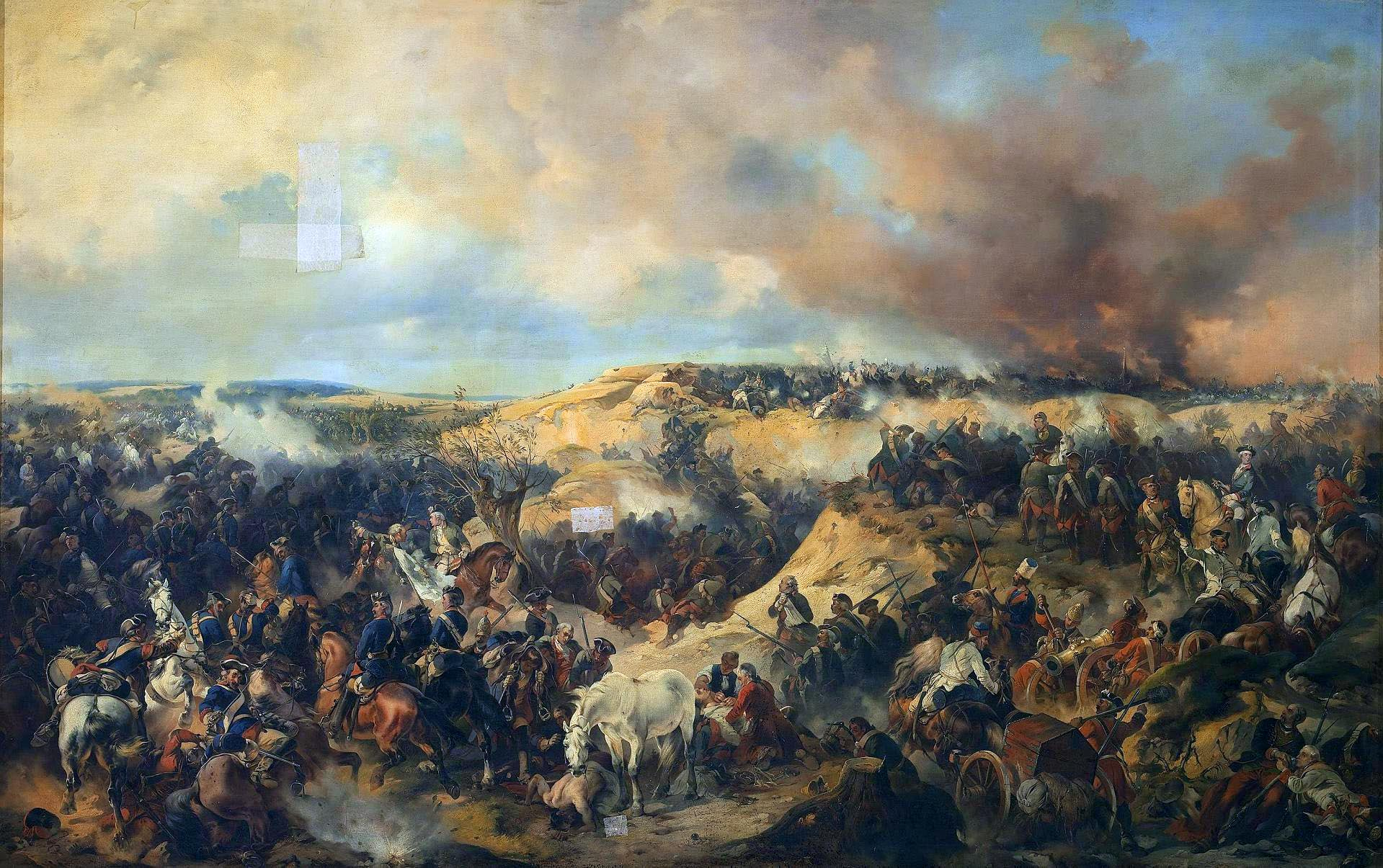
쿠너스도르프 전투(1759년 8월 12일)

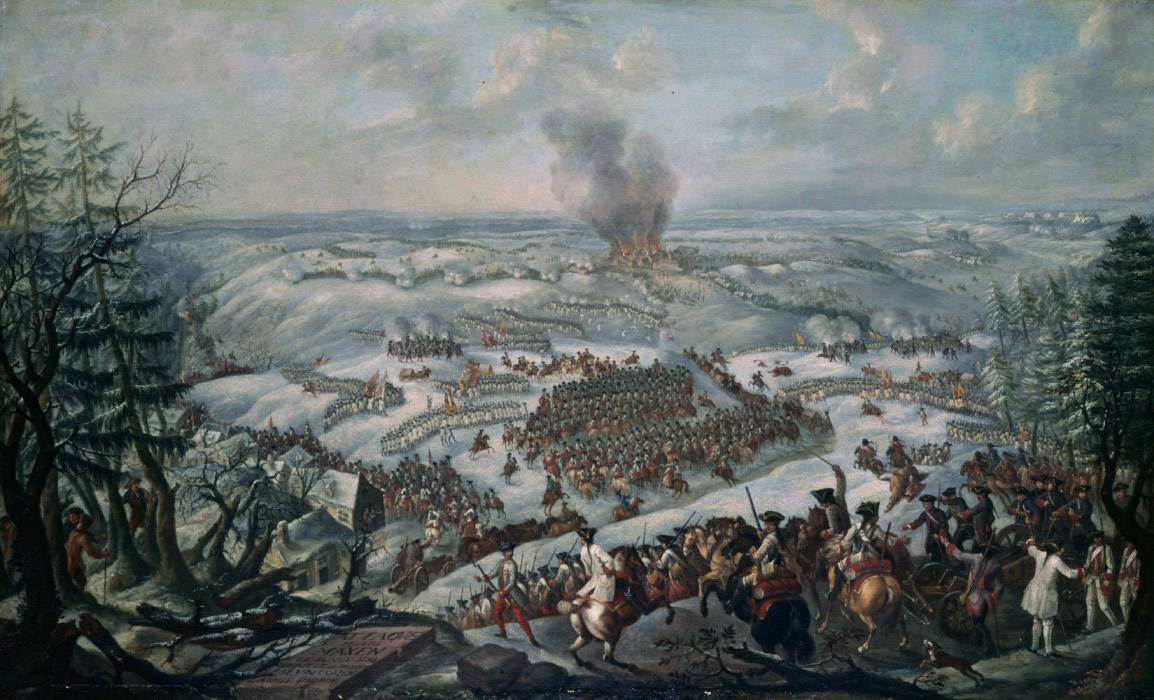
막센 전투(1759년 11월 21일)

1759년은 프로이센에 있어서 패배로 점철된 한 해였다. 7월 23일, 카이 전투(또는 파치그 전투)에서 카를 하인리히 폰 베텔 장군이 이끄는 26,000명의 프로이센군은 표트르 살티코프 백작이 이끄는 47,000명의 러시아군에 패배하였다. 8월 1일, 민덴 전투에서 하노버군이 프랑스군 6만 명을 격파했지만, 8월 12일, 쿠너스도르프 전투(현 폴란드령 쿠노비체)에서 프리드리히 2세가 이끄는 48,000~50,800명의 프로이센군은 59,000명의 러시아, 오스트리아 연합군에 대패하였다. 이 패배는 러시아군이 이미 그로스예거스도르프 전투(1757년 8월 30일)나 조른도르프 전투(1758년 8월 25일)에서 명성을 떨쳤음에도 불구하고 프리드리히 2세가 러시아군을 우습게 본 것과 러시아군과 오스트리아군이 잘 연계한 데 원인이 있었다. 쿠너스도르프 전투에서 승리한 러시아, 오스트리아 연합군은 9만 명의 병력을 이끌고 프로이센의 수도 베를린을 향하여 진군해 왔다. 당시 프리드리히 2세가 남긴 기록에는 '우리는 적과 싸울 것이다 - 적을 이길 희망보다는 우리 도시의 벽 아래에서 죽는 것을 위하여'라고 적혀 있다. 그는 베를린에 남은 병력 33,000명을 긁어 모아 연합군과의 결전을 준비하였다. 프로이센이 절체절명의 국가적 위기에 처한 이때, 프리드리히 2세가 직접 브란덴부르크 가의 기적(Miracle of the House of Brandenburg)이라고 명명한 기적이 일어났다. 9월, 베를린에 도착한 러시아, 오스트리아 연합군이 돌연 철수하기 시작한 것이다. 사실, 연합군도 쿠너스도르프 전투에서 2만 명의 병력을 잃는 등 피해가 막심했고, 적진 깊숙히 들어온 나머지 보급이 한계에 달했으며, 프리드리히 2세의 휘하 장군이자 동복 아우인 하인리히의 군대가 멀쩡히 남아있어 큰 위협을 느낀 나머지 철수할 수밖에 없는 상황이었다. 이후 11월 21일 벌어진 막센 전투에서는 14,000명의 프로이센군이 다운 장군이 이끄는 34,000명의 오스트리아군에 대패하여 2,000명의 사상자를 내었고 11,741명이 포로로 잡혔다.

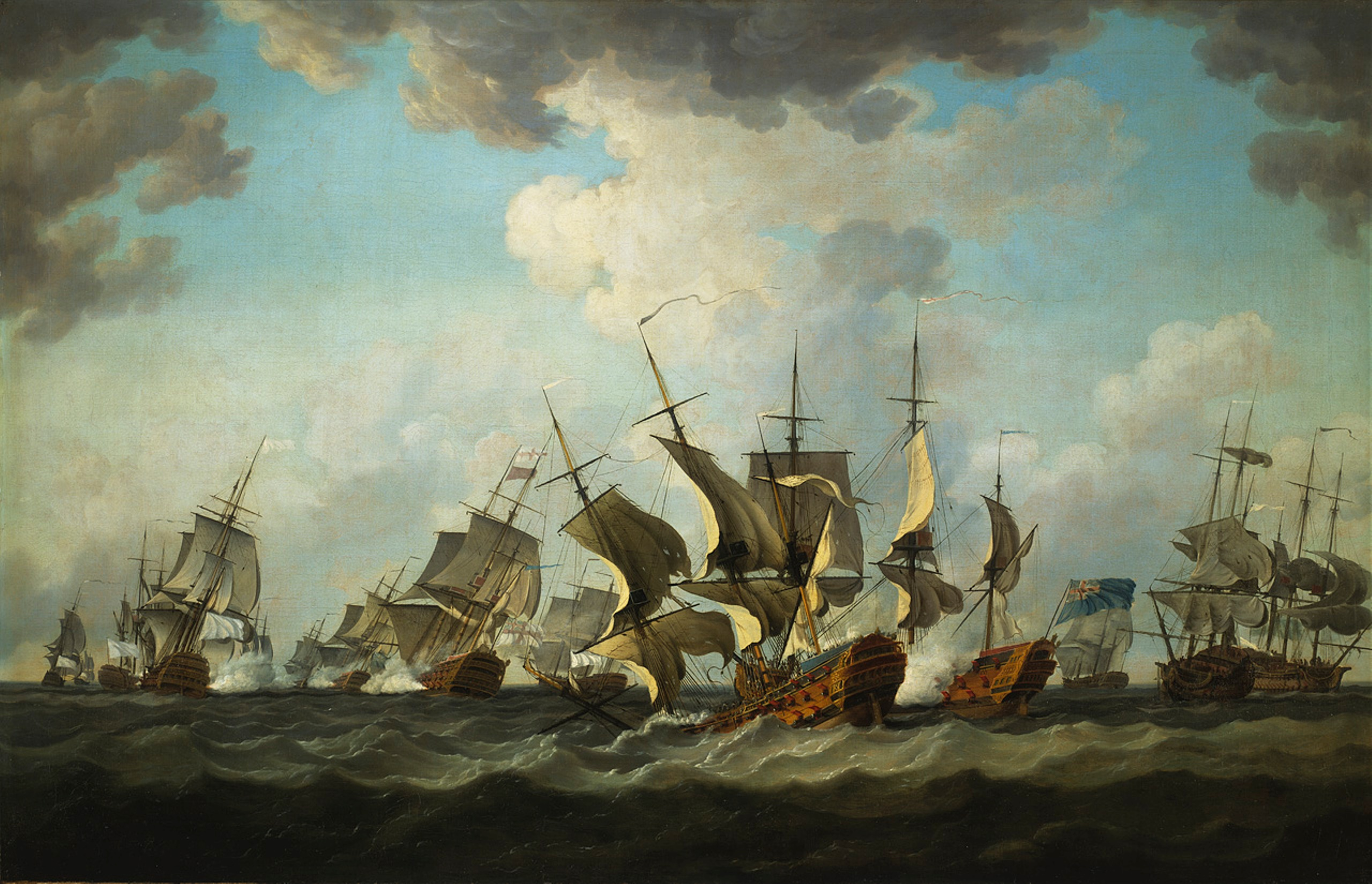
키브롱 만 해전(1759년 11월 20일)

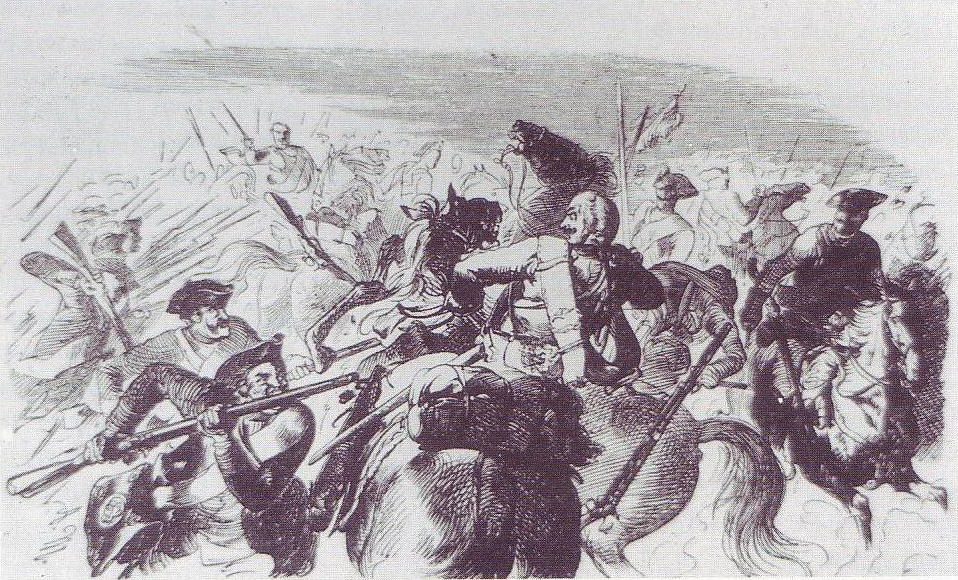
리그니츠 전투(1760년 8월 15일)

1759년, 프랑스는 영국 본토 침공 계획을 세웠다. 루아르 하구에 군대를 집결시켜 브레스트와 툴롱 함대를 집결시키려고 했다. 그러나 두 번의 해전에서 패배를 당함으로써 침공이 좌절되었다. 8월 라구스 해전에서 에드워드 보스카웬이 이끄는 영국 함대가 장 프랑수아 드 라 클루-사브랑이 이끄는 프랑스 지중해 함대를 격파하였고, 또한 11월 20일 키브롱만 해전에서는 에드워드 호크가 이끄는 영국 전열함 23척이 위베르 드 비리엔 백작이 이끄는 프랑스 브레스트 함대(전열함 21척)에 승리를 거두면서, 다수의 프랑스 군함이 침몰되거나, 나포되거나 또는 좌초했다. 이것으로 프랑스의 계획은 실패로 끝났다.
1760년은 프로이센에게 더 절망스러운 재난을 가져왔다. 1760년 7월 23일, 란트슈트 전투에서 푸케 장군이 이끄는 프로이센군이 오스트리아군에게 패배를 당했다. 프랑스는 마르부르크를 점령했고, 스웨덴은 포메라니아의 일부를 점령했다. 한편, 7월 31일, 바르부르크 전투에서 하노버군은 프랑스군에게 승리를 거두며 프랑스가 오스트리아군에게 보내는 증원군을 저지했다.
이런 상황에도 불구하고, 라우돈 장군이 이끄는 오스트리아군은 슐레지엔 지방의 글라츠(현재 폴란드 크워츠코)를 점령했다. 1760년 8월, 프리드리히 2세는 슐레지엔 지방의 리그니츠 전투에서 3배 가까이 되는 적에게 훌륭하게 승리했다. 10월, 표트르 살티코프가 이끄는 러시아군과 프란츠 모리츠 폰 라시가 이끄는 오스트리아군은 프로이센의 수도 베를린을 점령하고 즉시 철수했지만, 프리드리히 2세의 권위가 크게 실추되었다. 11월, 프리드리히 2세는 토르가우 전투에서 다시 승리했지만, 아군도 큰 손해를 입었고, 오스트리아는 규율을 유지하며 퇴각하는데 성공했다.
한편, 러시아군은 1759년 8월의 쿠너스도르프 전투 이후, 움직임이 거의 없었다. 빈약한 병참선이 원인이었다. 러시아군의 보급은 매우 나빠서 1759년 10월에 오스트리아군의 보급원이 러시아군의 보급을 담당하는 협정이 이뤄졌다. 그러나 오스트리아군과 러시아군을 모두 보급하는 것은 오스트리아군의 보급 능력을 초과했기 때문에, 협정은 실제로는 거의 도움이 되지 않았다. 그래서 러시아군은 소량의 보급 밖에 받지 못했다. 1760년의 리그니츠(현재의 폴란드 레그니차) 전투에 러시아군은 너무 늦게 도착하여 전투에 참가하지 못했다. 또한 1759년과 1760년 두 번이나 콜베르크를 포위했지만 모두 실패로 돌아갔고, 콜베르크의 완강한 저항 덕분에 프리드리히 2세는 군대를 나눌 필요 없이 오스트리아군에 대한 대처에 집중할 수 있었다.

### 1761년 ~ 1762년

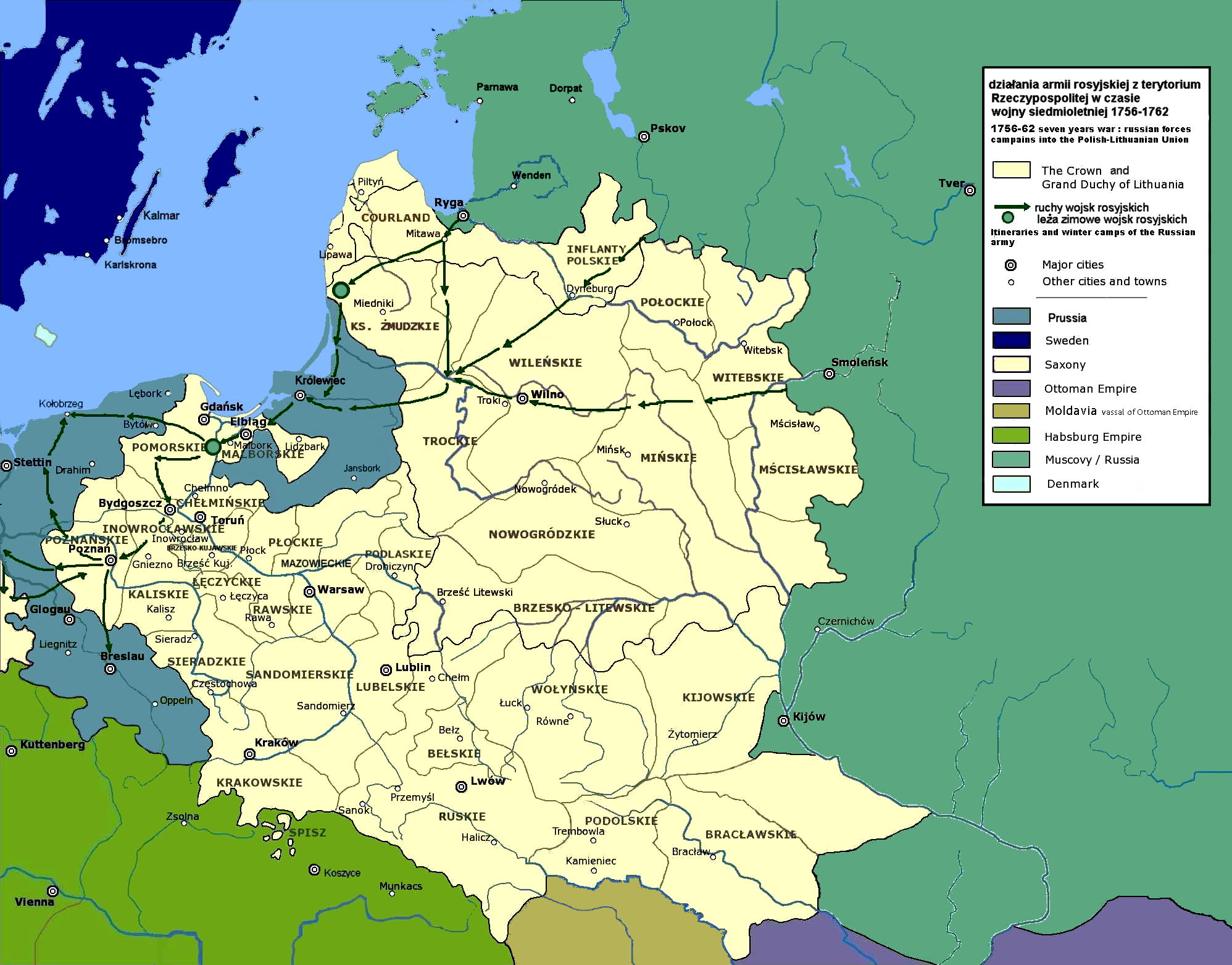
폴란드령 리투아니아 영토에 대한 러시아 육군의 작전, 1756–1763

1761년 전쟁이 시작된 시점을 기준으로 프로이센군은 10만 명의 잔여 병력 밖에 남아있지 않았고, 게다가 대다수가 새로 징집된 군인이었기 때문에 더 이상 전쟁을 이어가기 힘들 것처럼 보였다. 그러나 오스트리아군과 러시아군의 손실도 적지 않아서 대규모 침공을 계획할 수 없었다.
1761년 2월, 랑엔잘짜 전투에서 브라운슈바이크 공자 페르디난트가 이끄는 프로이센군은 프랑스군을 기습하여 승리를 거두었고, 3월에는 카셀 포위전을 펼쳤다. 그러나, 프랑스군이 재집결하여 그륀베르크 전투에서 하노버군 수천 명을 생포하자 페르디난트는 포위를 풀 수밖에 없었다. 7월 15일~16일, 벨링하우젠 전투에서 페르디난트가 이끄는 프로이센, 하노버, 영국 연합군은 프랑스군 92,000명을 격파했다.
동부 전선은 매우 완만하게 진행되었다. 러시아군은 폴란드에 있는 탄약고에 크게 의존했는데, 프로이센군은 그곳을 수차례 성공적으로 습격했다. 그중 9월에 플라텐 장군이 시도한 기습에서는 러시아군이 2천 명을 잃고(대부분이 포로), 5천 대의 마차가 파괴되었다. 이미 인력 부족이 심화되고 있었는 프로이센군은 기습 공격으로 적의 진군을 지체시킬 수밖에 없었던 것이었다. 이러한 노력에도 불구하고 프로이센군은 1761년 말에는 2개의 패배를 맛봤다. 자카르 체르누이요프와 표트르 루미안체프가 이끄는 러시아군이 콜베르크를 점령하였고, 오스트리아군이 슈바이트니츠를 점령했다. 콜베르크가 함락 당한 결과 프로이센은 발트해 연안의 주요 항구를 모두 잃었다.
전쟁 내내 러시아군에 보급 문제는 항상 그들의 약점이 되었으며, 이것 때문에 승리를 거두었음에도 불구하고 장군들이 후속 조치를 취할 수 없었다. 그러나, 콜베르크를 점령함으로써 마침내 러시아는 중부 유럽에 파병한 자국군에 대하여 해로를 통한 지속적인 보급을 할 수 있게 되었다. 해상에서의 보급은 육로보다 훨씬 빠르고 안전(발트해를 통해서 프로이센 기병에 방해받지 않고 수송)했기 때문에 양군의 전투력 균형이 다시 러시아 쪽으로 크게 기울어졌다. 이에 영국은 프로이센의 총체적 붕괴가 임박했다고 예상하고 있었다.

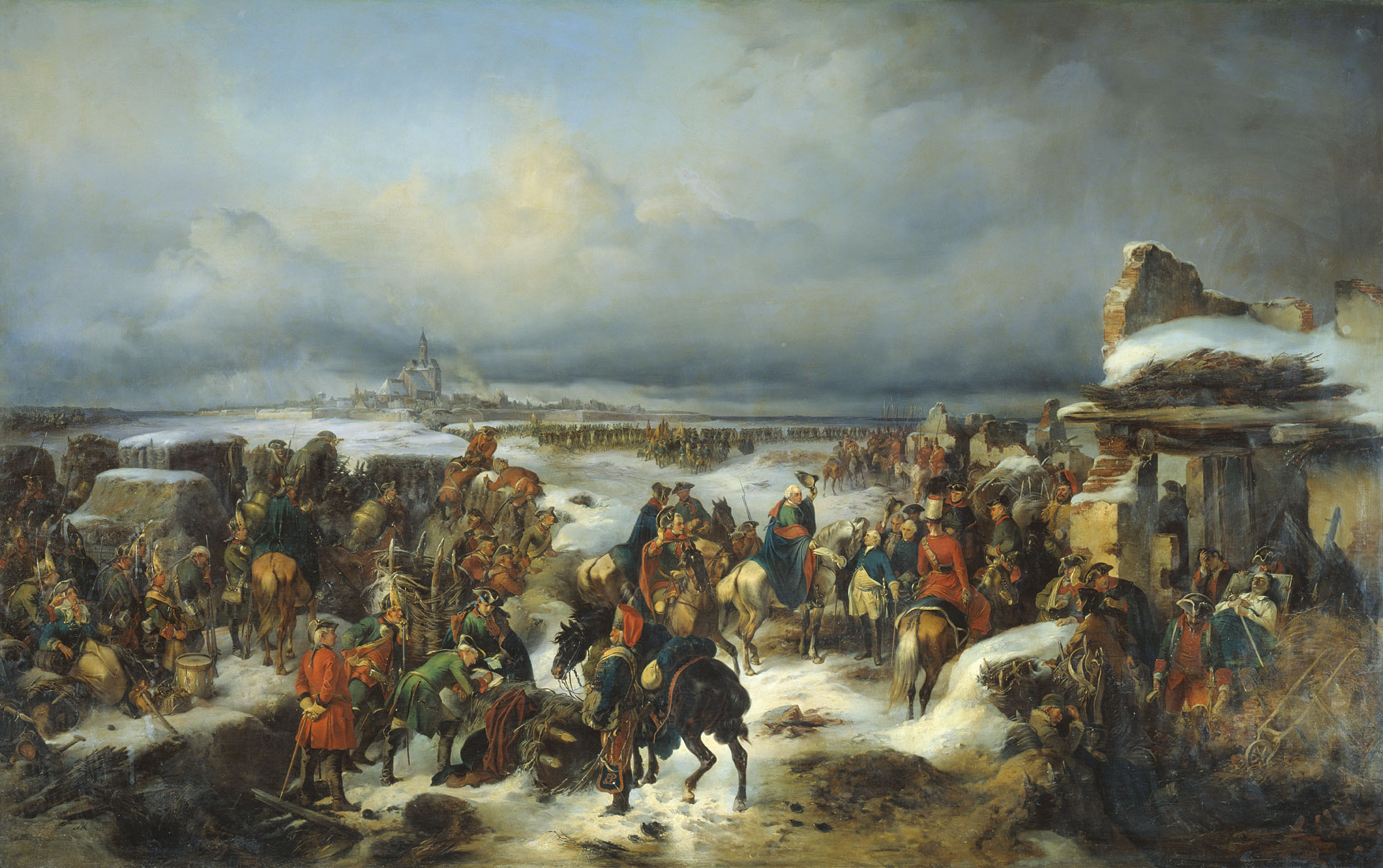
콜베르크 포위전 (1761년)

영국은 프로이센에 대하여 평화 협상을 타협하지 않으면 보조금을 중단하겠다고 위협했다. 프로이센군의 잔여 병력이 6만 명까지 줄어들었고 베를린 자체가 포위될 가능성도 높아졌기 때문에 이제 프로이센은 존망의 위협을 받고 있었다. 그러던 차에 다시 한 번 브란덴부르크 가의 기적이 일어났다. 1762년 1월 5일, 러시아의 옐리자베타 페트로브나 여제가 사망하고 표트르 3세가 러시아 황제로 즉위한 것이다. 그는 황제가 되기 전부터 프리드리히 2세의 열렬한 숭배자임을 스스로 드러내고 다닐 정도였는데, 즉위하자마자 러시아가 점령한 동프로이센과 포메라니아를 프로이센에 반환하였을 뿐만 아니라(상트페테르부르크 조약 (1762년)을 참조), 프로이센과 스웨덴의 정전을 중재하기까지 하였다.
1762년에는 두 나라가 참전했다. 1762년 1월 4일에 영국이 스페인에게 선전포고를 했고, 스페인도 18일에 영국에게 선전포고를 했다. 이어 포르투갈이 영국 측에 참전했다. 스페인은 프랑스의 도움으로 포르투갈을 침공하여 알메이다를 함락시켰다. 영국의 증원군이 도착으로 스페인의 진군을 둔화시켰고, 발렌시아 드 알칸타라 전투에서 영국 - 포르투갈 연합군이 스페인의 보급 거점을 점령했다. 스페인의 진군은 영국 - 포르투갈 연합군이 보호하는 아브란트스(‘리스본으로 가는 길’이라고 했다)에서 중단되었다. 이윽고 게릴라전과 초토화를 한 영국 - 포르투갈 연합군이 크게 소모하고 있던 프랑스-스페인 연합군을 스페인까지 물리치고, 점령당한 마을을 거의 모두 탈환했다. 이 탈환된 마을 중에는 수많은 전상자와 환자가 방치되어 있던 카스텔루브랑쿠에 있는 스페인 사령부도 포함되어 있었다.
한편, 프랑스의 항구가 오랫동안 영국에게 해상봉쇄를 당하고 있었기 때문에, 프랑스 국민의 사기는 저하되어 있었다. 뉴펀들랜드 식민지의 시그널힐 전투에서 프랑스군이 패배한 소식이 파리에 전해지자, 프랑스 국민의 사기는 더욱 떨어졌다. 러시아의 외교 노선이 정반대로 변경되고, 스웨덴군이 철수하고, 프로이센이 오스트리아에 대하여 2번에 걸쳐 승리하자, 프랑스 국왕 루이 15세는 오스트리아가 재정적, 물질적 보조금 없이는 '슐레지엔 탈환'(프랑스가 오스트리아령 네덜란드를 할양받는 조건)에 실패할 것이라는 확신이 생겼고, 더 이상 오스트리아에 보조금을 지원할 생각이 없게 되었다. 그러므로, 루이 15세는 프리드리히 2세와 평화조약을 체결하고 프로이센의 라인지방 영토에서 철수하였고, 독일 내의 전쟁에 관한 프랑스의 관여를 종결지었다.

### 1763년
1763년 무렵, 중부 유럽에서 프로이센과 오스트리아의 전투는 완전히 교착상태에 빠졌다. 1762년 7월 21일, 부르케르스도르프 전투에서 프로이센의 프리드리히 2세가 오스트리아의 다운 장군에게 가까스로 승리한 후, 프로이센은 오스트리아로부터 슐레지엔의 거의 전부를 탈환하였다. 1762년 10월 29일, 프라이베르크 전투에서 프리드리히 2세의 동생인 하인리히가 승리를 거둔 후, 프리드리히 2세는 작센의 대부분의 영토-수도 드레스덴을 제외-를 확보하였다. 프로이센의 재정 상태는 나쁘지 않았지만, 땅은 황폐해졌고, 군대도 약화되었다. 병력 수가 줄어들고 유능한 장교와 장군을 잃은 상태에서 드레스덴에 대한 공세가 불가능했다. 새로운 영국 총리로 취임한 뷰트 백작은 프로이센에 보조금을 중단했고, 러시아 황제 표트르 3세는 아내인 예카테리나 2세에 의해 폐위되고 그녀는 프로이센과의 동맹을 끝내고 전쟁에서 손을 끊었다. 오스트리아는 재정난으로 군축을 하는 수밖에 없었고, 공세는 힘을 잃었다. 실제로 7년간의 전쟁으로 오스트리아의 행정은 혼란에 빠져있었다. 1763년, 당시 오스트리아는 아직 드레스덴, 작센 남동부, 그리고 슐레지엔 남쪽 그라츠 백작령을 유지하고 있었지만 러시아의 지원 없이는 승리할 희망이 없었고, 마리아 테레지아는 슐레지엔 탈환을 거의 포기했다. 1763년, 후베르투스부르크 조약으로 강화가 성립되고, 글라츠가 프로이센에 반환되는 대신 프로이센은 작센에서 철수하고, 유럽 중부에서 전쟁을 끝냈다.

### 영국의 프랑스 해안 급습
영국은 로슈포르를 급습(상륙 작전 모두)할 계획을 세우고, 실행에 옮겼다. 급습의 목적은 로슈포르를 침략해 샤랑트강에서 상선을 불태우는 것에 있었다. 존 모던트 경이 육군을, 에드워드 호크 경이 해군을 지휘했다. 1757년 9월 8일에 출항한 영국 원정군은 일덱스섬을 점령했지만, 군 간부들이 머뭇거리는 동안 시간만 보내고 로슈포르를 공격할 기회를 잃었다. 원정군은 일덱스 섬을 포기하고, 10월 1일에 영국으로 돌아왔다.

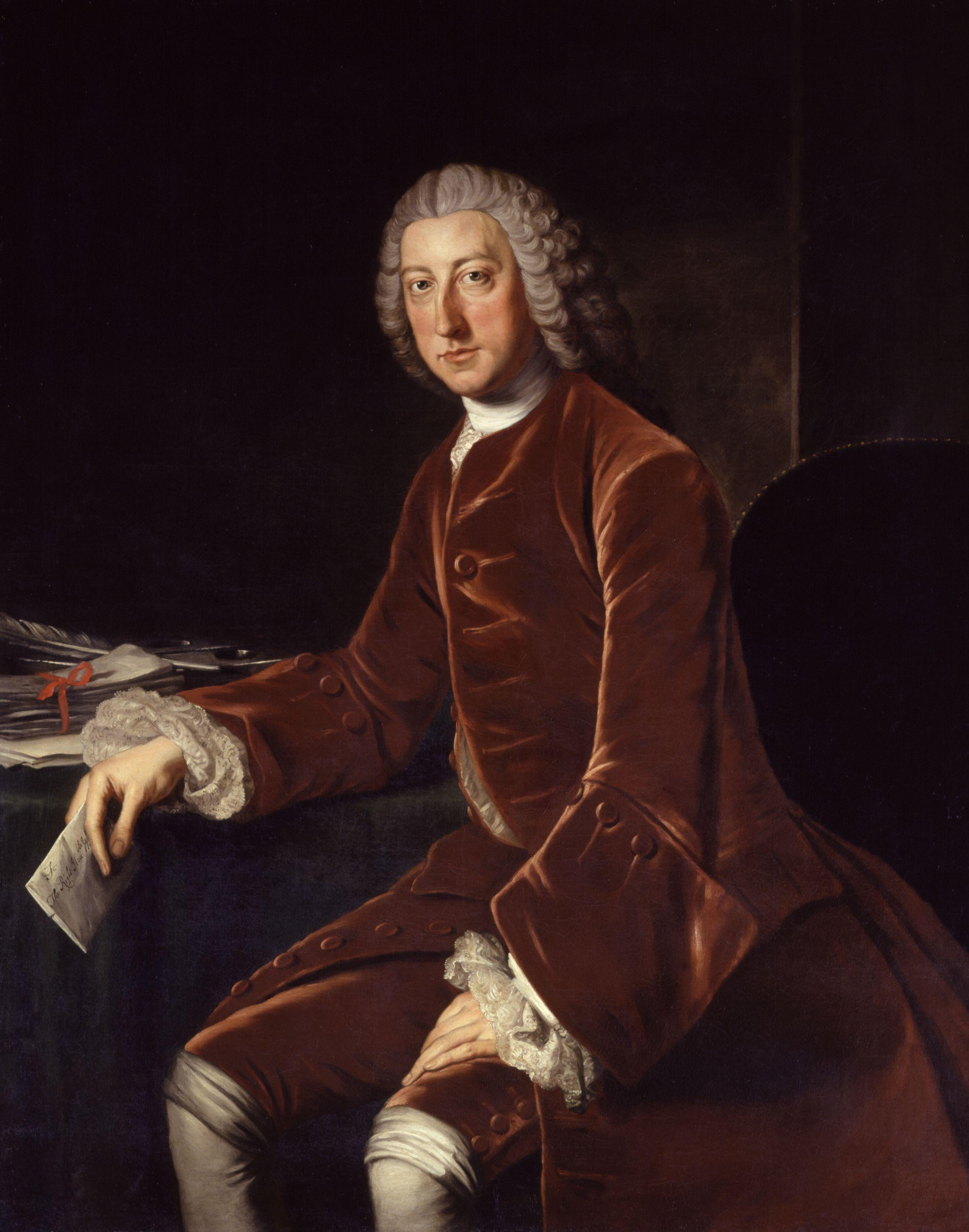
피트의 지휘 하에 7년 전쟁을 통해 식민지에서의 주도적 위치는 확고해졌다

로슈포르 습격은 논란이 많았던 전략적 성공과 로슈포르에 대한 작전상의 급습 실패에도 불구하고, 윌리엄 피트는 이런 (현대적 용어로 말하면) ‘비대칭 전쟁’이라고 말할 수 있는 전술로 간주하고 습격을 이어 갔다. 차기 원정군은 제3대 말버러 공작 찰스 스펜서와 조지 색빌 경이 육군을, 리처드 하우가 해군과 병력 수송 선박을 지휘했다.
원정군은 1758년 6월 5일에 캉칼 만(Cancalle Bay)에 상륙하여, 생말로(St. Malo)로 진군해 갔다. 그곳을 점령을 하려면 장기간의 포위가 필요한 것을 알고서 대신 근처의 생세르방 항구를 공격했다. 영국군은 그곳에서 배를 불태우고 사략선과 상선 80척 그리고 건조 중인 전함 4척에 피해를 입혔다. 프랑스 원군이 다가오자 원정군은 배를 타고 퇴각했다. 그라스 항구(Havre de Grace) 습격도 계획되었지만 취소를 했고, 함대는 이어 세르부르로 향해했지만, 악천후와 보급 부족으로 셰르부르 습격도 포기했다. 원정군은 프랑스 사략선을 공격했고, 프랑스 해안에서 무력시위가 성공했다고 여기고 영국으로 돌아왔다.
윌리엄 피트는 이제 독일로 파병을 보낼 준비를 하고 있었다. 말버러 공작과 조지 색빌은 습격이 무익하다고 생각했기 때문에 독일 파견군에 직책을 얻었고, 새로운 습격에 참가하지 않았다. 대신 이미 70대 노인이었던 토마스 블라이 장군을 지휘관으로 임명했고, 리처드 하우가 보조를 맡았다. 이번 습격은 대규모의 세르부르 습격으로 시작되었다. 함대의 지원 사격 아래 원정군은 상륙을 저지하려고 한 프랑스군을 물리치고 세르부르를 점령하여 요새의 부두와 선박을 파괴했다.
원정군은 퇴각해서 9월 3일 브르타뉴 지방의 생 류네어 만으로 이동하여, 생말로로 진군했다. 그러나 이 작전은 무모한 것이었다. 첫째, 악천후로 육군과 함대는 별개로 움직였다. 함대는 더 안전한 생 카스로 배를 이동했고, 한편 육군은 도보 행군했다. 블라이가 지휘하는 작전이 지체되고 있는 사이에 브레스트에서 추적하던 프랑스군 1만이 그를 따라잡았고, 퇴각하려고 하는 영국 육군에 포격을 퍼부었다. 이 생 카스 전투에서 듀리가 이끄는 영국군 후위부대 1,400명은 프랑스군에게 격멸당했고, 나머지 군대는 철수하는데 성공했지만, 그 희생은 컸다. 듀리 자신을 포함하여 750명이 희생되고 나머지는 포로가 되었다.

## 식민지 전투
식민지의 전투는 주로 프랑스 · 영국 사이에 인도, 북미, 유럽, 카리브해의 섬, 필리핀, 아프리카 해안을 무대로 진행됐다. 전쟁이 진행되면서 영국은 광대한 영토를 점령하고, 프랑스의 세력을 점차 잠식해 갔다.
영국은 1756년에는 지중해의 메노르카섬을 잃었지만, 1758년에 프랑스의 세네갈 식민지를 점령했다. 영국 해군은 1759년 설탕을 생산하는 프랑스의 식민지였던 과들루프를 점령하였고, 1762년에는 마르티니크 섬을 점령하였으며, 또한 스페인의 식민지였던 쿠바의 하바나와 필리핀의 마닐라 마저도 점령했다. 그러나 식민지의 주요 도시였던 두 도시의 점령에는 성공했지만, 내륙으로 진격해 들어가면서 격렬한 저항에 부딪쳤고, 필리핀에서 전쟁의 끝에 스페인에 반환할 때까지 마닐라 주변 밖에 차지하지 못했다.

### 북미 전투

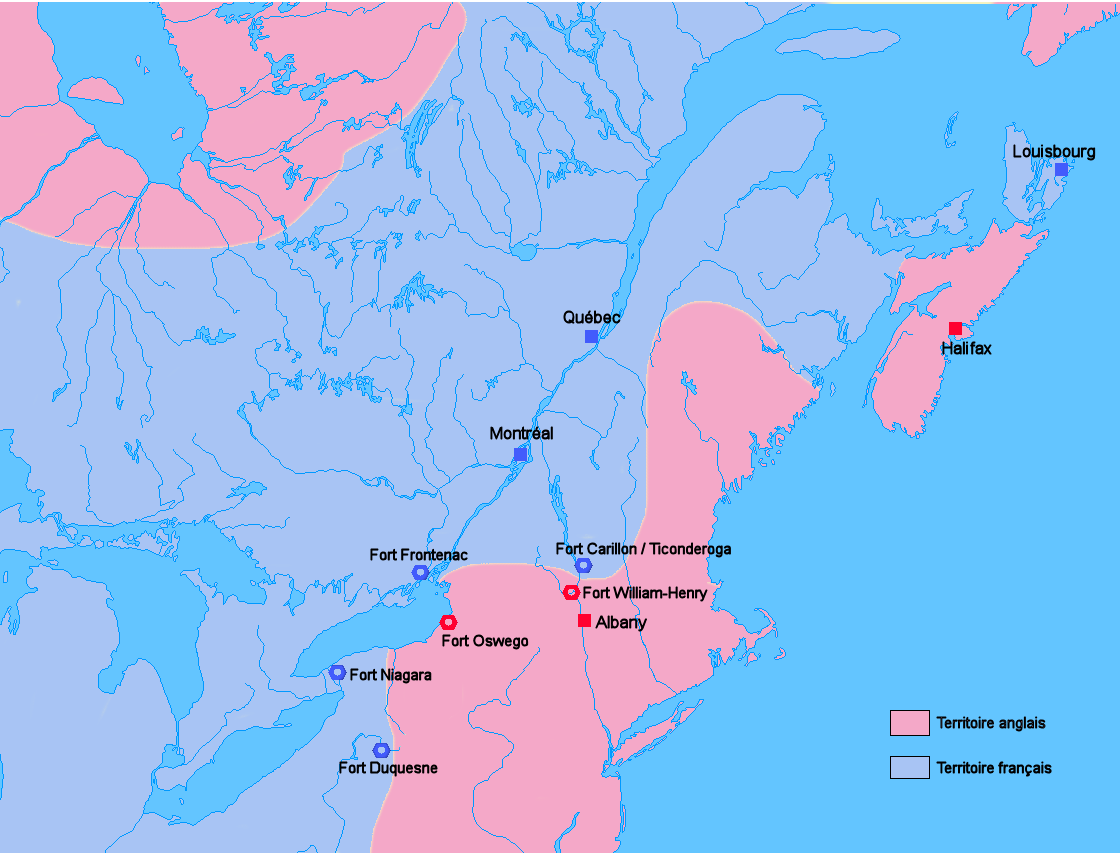
전쟁 초기 4년 동안의 프랑스군과 영국군의 포진
영국군 영토, 요새, 거주지
프랑스군 영토, 요새, 거주지

캐나다 7개국은 전쟁 중에 프랑스와 동맹을 맺고 있었다. 이러한 7개국은 로렌시안 밸리에 사는 알곤킨 족, 아베나키 족, 휴런 족 등 원주민이었다. 알곤킨 족과 7개국은 오하이오 강 계곡의 운명에 관심이 없었지만, 이로쿼이 연맹의 피해를 입고 있었다. 이로쿼이 연맹은 알곤킨 영토에 이츠키, 알곤킨 족을 미시간 호수의 서쪽으로 몰아넣고 있었다. 따라서 알곤킨 족과 7개국은 이로쿼이 연맹과 싸우고 싶어 했다. 뉴잉글랜드, 뉴욕과 북서부 원주민은 각각 참전국과 동맹했다. 업스테이트에서 주도권을 잡고 있던 이로쿼이 연맹은 영국을 지지했지만, 전쟁에는 그다지 관여하지 않았다.
1756년부터 1757년까지 프랑스는 영국의 오스위고 요새와 윌리엄 헨리 요새를 점령했다. 특히 윌리엄 헨리 요새는 프랑스 편을 들었던 원주민들이 항복 조건을 파기하고, 프랑스군의 경호 아래 철수하던 영국군을 습격하여 병사들을 학살하고, 영국인을 포로로 잡았다. 그러는 동안 프랑스군은 영국군 포로의 보호를 거부했다. 또한 1757년에는 프랑스 해군이 원군을 파견하여 케이프브레턴섬의 루이스버그 요새를 성공적으로 수비하면서, 퀘벡으로 통하는 해로를 확보했다.
영국 남부 장관인 윌리엄 피트는 1758년에 식민지에서의 전투에 힘을 실었다. 카르타헤나 해전에서 프랑스 증원을 저지하여 루이스버그 요새 점령에 성공하며 듀케인 요새와 프롱트낵 요새도 점령했다. 영국은 아카디아 추방을 계속하였고, 생장 섬 방면 작전, 세인트 존 강 방면 작전, 페티코디악 강 방면 작전 등 대규모 작전을 차례로 수행했다. 그러나 카리용 전투(또는 타이컨터로가 전투)에서 프랑스 군 4천에, 영국군 1만 6천이 패배하는 굴욕적인 결과를 기록했다.
1759년, 영국의 누벨프랑스에 대한 전략은 모두 성공을 거두었고, 이후 1759년 기적의 해의 일부가 되었다. 우선 나이아가라 요새와 카리용 요새가 6월과 7월에 잇따라 영국에 항복하고 식민지의 경계가 서쪽으로 이동되었다. 1759년 6월에 시작하여, 제임스 울프 장군과 제임스 머리가 이끄는 영국군은 퀘벡으로부터 세인트로렌스강을 건너 올리언스섬에 진을 치고, 퀘벡을 3개월간 포위했다. 몽칼름 백작이 이끄는 프랑스 군은 영국군이 동쪽에서 습격해 올 것이라고 예상하고 있었고, 그래서 그는 보포르 지역을 강화하라고 군인들에게 명령했다. 7월 31일 영국군은 4,000명의 병력으로 기습을 해왔지만, 프랑스군은 몽모랑시 폭포를 내려다보는 절벽 위 높은 고지에 진을 치고 있었기 때문에 영국군은 올리언스 섬으로 퇴각할 수밖에 없었다. 울프와 머리가 2차 공세를 고민하는 동안, 영국군 정찰대는 프랑스군의 보급을 차단하기 위해 세이트 로렌스 강을 따라 프랑스 거주지를 약탈하고, 식량과 탄약 그리고 다른 물품들을 파괴했다.

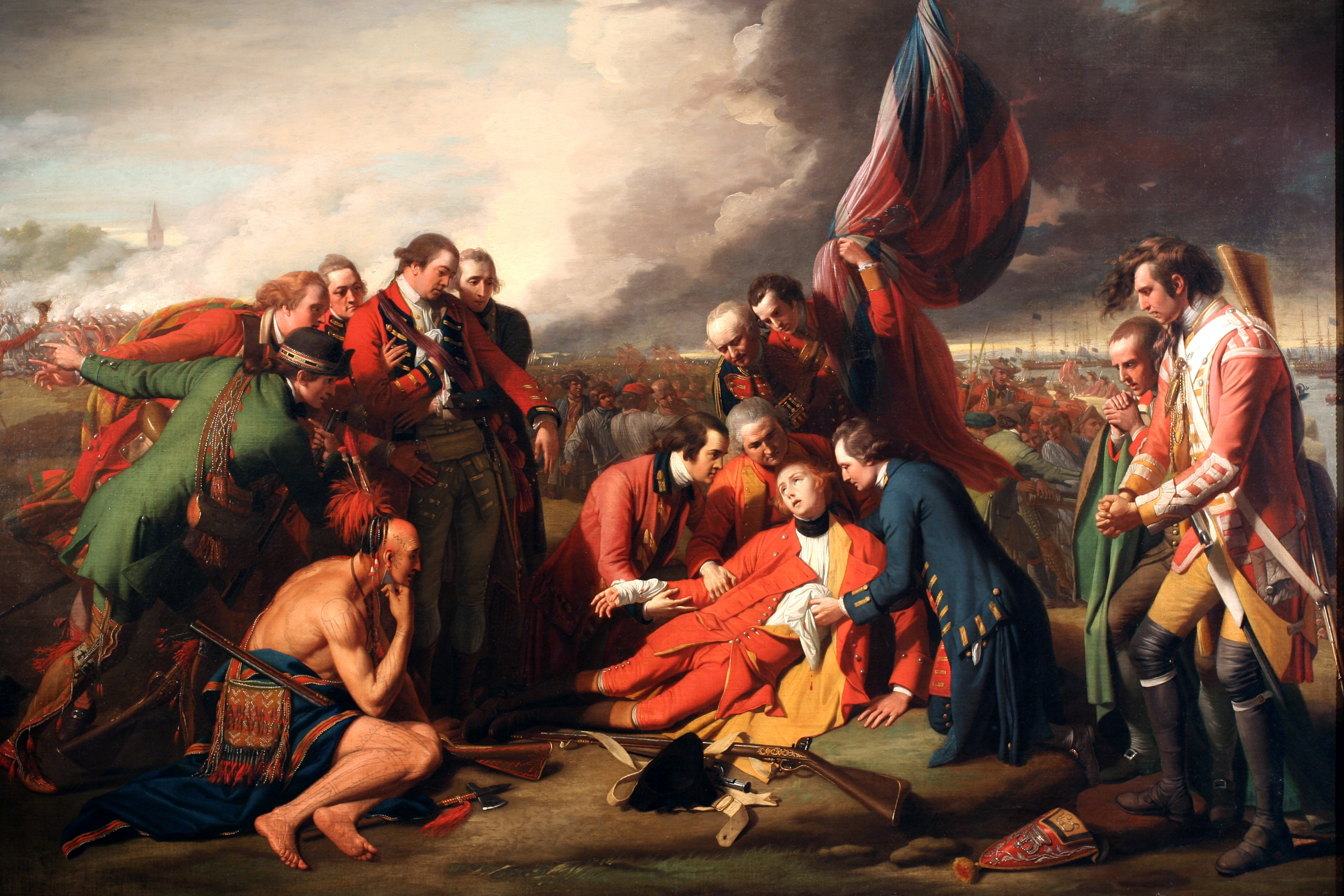
울프 장군의 죽음 (1771), 퀘벡 근교 아브라함 평원

1759년 9월 13일, 제임스 울프 장군은 5,000명의 병력을 이끌고, 염소길을 따라 퀘벡에서 1.6km 서쪽에 위치한 아브라함 평원으로 갔다. 울프는 걸어서 동쪽으로 1시간 거리에 몽칼름의 프랑스군과 서쪽으로 3시간 거리의 부갱빌의 연대 사이에 군대를 포진시켰다. 몽칼름은 부갱빌을 기다려 협공을 하는 대신 즉각적인 공격을 했다. 그의 3,500명의 군대가 진격해 왔을 때, 영국군의 전열은 난잡하게 흩어져 있었다. 많은 프랑스군이 영국군이 사거리에 들기도 전에 발포했다. 울프는 아브라함 평원을 가로질러 1.6km까지 2열로 펼쳐 놓은 전열을 정비했다. 영국군은 브라운베스 머스킷에 최대한의 힘을 얻기 위해 두발의 총알을 장전하여 프랑스군이 영국군의 40보 이내에 도달할 때까지 사격을 대기하도록 명령 받았다. 몽칼의 군대가 영국군의 사정거리 안에 들어왔을 때, 영국군의 일제사격은 강력했고, 거의 모든 탄환이 목표물에 적중하여 프랑스군을 초토화시켰다. 프랑스군은 아브라함 평원으로 도주했고, 스코틀랜드 프레이저 연대와 다른 영국군 부대에 추격을 당하는 동안 혼비백산했다. 캐나다 민병대와 인디언 동맹군의 머스킷 발포로 추격이 저지되었음에도 불구하고, 영국군은 상대를 수적으로 훨씬 능가했고, 아브라함 평원 전투에서 승리를 거두었다. 울프 장군은 전투 초기에 흉부에 치명적인 부상을 입었다. 그래서 제임스 머리가 사령관을 맡게 되었고, 제임스는 전쟁 후에 퀘벡 총독이 된다. 몽칼름 후작 또한 전투 중에 심한 부상을 입고 그 다음날 사망했다. 세발리에 드 레비가 이끄는 프랑스계 민병대는 1760년 봄 아브라함 평원에서 반격을 가했다. 생트푸아 전투에서 초기의 승리를 거두었지만, 퀘벡을 재탈환 하지는 못했다. 영국 해군이 뇌빌 해전 이후 제해권을 장악했기 때문이었다.
프랑스와 인디언 동맹이 패배하는 것을 본 후, 1760년에 이로쿼이 연맹의 7개국은 전쟁에서 물러나 영국과 카나와케 조약을 협상했다. 그것 조건 중에는 캐나다와 뉴욕 사이의 무제한적인 여행이 있었다. 왜냐하면 7개국은 몬트리올과 올버니 사이에 광대한 무역을 진행하고 있었고, 이 지역 전체에 살고 있는 인구가 있었기 때문이다.
1762년 전쟁의 끝이 가까워지자, 프랑스군은 뉴펀들랜드의 세인트존스를 공격했다. 성공을 하게 되면, 협상테이블에서 프랑스의 발언권이 커질 수 있기 때문이었다. 프랑스군은 세인트존스를 점령하고, 인근 마을에 습격했지만, 곧 시그널힐 전투에서 영국군에 패배를 하게 된다. 이 전투가 북미에서 마지막 전투가 되었고, 프랑스군은 윌리엄 애머스트 중령에게 항복할 수밖에 없었다. 승리를 거둔 영국은 북미 동부 전체를 지배 하에 둘 수 있게 되었다.
북미에서 7년 전쟁의 역사, 특히 아카디아 추방, 퀘벡 포위전, 울프 장군의 죽음, 윌리엄 헨리 요새 전투는 수많은 발라드, 뮤지컬, 이미지와 소설을 탄생시켰다. (예를 들어, 헨리 워즈워스 롱펠로의 《에반젤린》, 벤자민 웨스트의 ‘울프 장군의 죽음’, 제임스 페니모어 쿠퍼의 《모히칸족의 최후》 등) 그 밖에도 많은 지도와 출판물이 있으며, 1759년 울프 장군의 죽음 이후에도 이 전쟁이 영국과 북미의 대중의 마음에 오랫동안 남아 있었다는 것을 증명했다.

### 남미 전투
1763년 포르투갈은 스페인으로부터 남미의 네그루 강 유역의 대부분을 탈취했다. 스페인에 의한 마투그로수에 대한 공격을 구아포레 강에서 물리쳤다.
1762년 9월부터 1763년 4월까지 스페인의 부에노스아이레스 총독 페드로 안토니오 드 세바요스(이후 카를로스 3세에 의해 초대 리오데 라 플라타 부왕으로 임명)는 우루과이와 브라질 남부에 원정에 나섰다. 포르투갈령인 콜로니아 델 새크라멘토와 히우그란지두술을 정복하자, 포르투갈 군대는 항복하고 철수했다.
1763년 파리 조약으로 스페인이 점령한 새크라멘토 식민지를 반환하도록 결정했지만, ‘산 페드로의 주’라는 영토(현재 브라질의 히우그란지두술주)는 1763년부터 1777년까지의 선전포고 없는 스페인-포르투갈 전쟁으로 포르투갈에 탈환되었다.
전쟁의 결과 스페인은 1764년 이후 칠레 남부(소나수르)의 디비아 요새군을 보강하였다. 그 외에도 수비가 취약한 칠로에 군도, 콘셉시온, 후안페르난데스 제도, 발파라이소는 영국의 공격에 대한 대비를 끌어올렸다.

### 인도 전투
인도에서 7년 전쟁의 발발은 프랑스와 영국의 동인도 회사 사이의 장기간에 걸친 항쟁을 재개시켰다. 프랑스는 영국의 팽창을 저지하기 위해 무굴 제국과 동맹을 맺었다. 전쟁은 인도 남부에서 시작되었지만, 이내 벵골로 확대되었고, 그곳에서 로버트 클라이브가 이끄는 영국군은 프랑스와 동맹한 벵골 태수 시라지 웃다울라로부터 캘커타를 재점령하고, 1757년의 플라시 전투에서 그를 축출했다. 같은 해, 영국군은 벵골에 있는 프랑스 식민지인 찬다나가르를 점령했다.
인도 남부에서 프랑스는 쿠달로르를 점령했지만, 마드라스 공성전은 실패로 돌아갔고, 반면 영국군의 지휘관 에어 쿠트가 1760년의 반디와시 전투에서 랄리 백작으로부터 결정적인 승리를 거두며, 프랑스의 영토인 노던서카스를 침략했다. 1761년, 프랑스의 본거지였던 폰디체리에서 영국군에 항복하고, 카라이칼과 마에 같은 작은 프랑스 식민지도 항복하면서 인도 내 프랑스의 세력은 소멸하게 된다.

### 서아프리카 전투
1758년 미국 상인 토마스 커밍의 재촉으로, 윌리엄 피트는 프랑스 식민지 생 루이에 원정군을 파견했다. 영국은 5월에 세네갈을 손쉽게 점령하고 많은 전리품을 싣고 귀환했다. 이 원정 성공으로 윌리엄 피트는 고레와 감비아에 있는 프랑스의 무역기지에 대한 추가 원정을 계획하여 성공시켰다. 이런 귀중한 식민지의 손실로 프랑스의 경제는 큰 타격을 받았다.

## 결과 및 영향
영국과 프랑스 사이의 전투는 1763년 파리 조약으로 종결되었다. 조약에서 복잡한 영토 교환을 정리하고, 그 중 가장 영향이 큰 것은 프랑스가 루이지애나를 스페인에게 주고, 누벨 프랑스의 영토 중 생피에르 미클롱을 제외하고 모두 영국에 할양한 것이었다. 프랑스는 누벨프랑스를 선택하거나 또는 카리브해의 과들루프나 마르티니크를 선택해야 하는 기로에서, 결국 설탕을 생산하는 후자를 선택하였다. 누벨프랑스는 비생산적이고, 유지비용만 높은 식민지로 치부했다. 프랑스는 또한 메노르카섬도 영국에게 반환했다. 스페인은 플로리다를 영국에 내줬지만, 프랑스로부터 오를레앙 섬(현 뉴올리언스)과 미시시피강 서쪽의 모든 프랑스 영토를 얻었다. 영국은 카리브 해의 섬들로부터 이미 충분한 설탕을 공급받았고, 누벨프랑스와 플로리다의 획득으로 그들은 미시시피 강 동쪽에 있는 모든 북아메리카 지역을 지배할 수 있게 되었다.
인도에서는 영국이 북 사르카르를 유지했지만, 프랑스의 교역 지역은 모두 반환했다. 그러나 조약에서 프랑스 교역 지역의 요새를 모두 파괴하고, 재건을 금지하도록 규정했으며, 주둔군도 최소한의 인원만 유지하도록 하여 군사 기지로는 쓸 수 없게 했다. 또한 프랑스와 동맹을 맺은 벵골 태수는 폐위되었고, 전쟁의 결과로 하이데라바드국도 영국으로 전향했기 때문에 프랑스는 인도의 세력을 거의 상실했고, 영국이 인도에서 주도권을 잡고, 인도 대륙 전체를 지배하에 두는 결과를 가져왔다. 프랑스 해군도 전쟁으로 거의 무력화되다시피 했다. 스페인과 함께 대규모 재건을 거쳐 다음 전쟁에서 간신히 영국의 제해권에 도전할 수 있게 되었다.

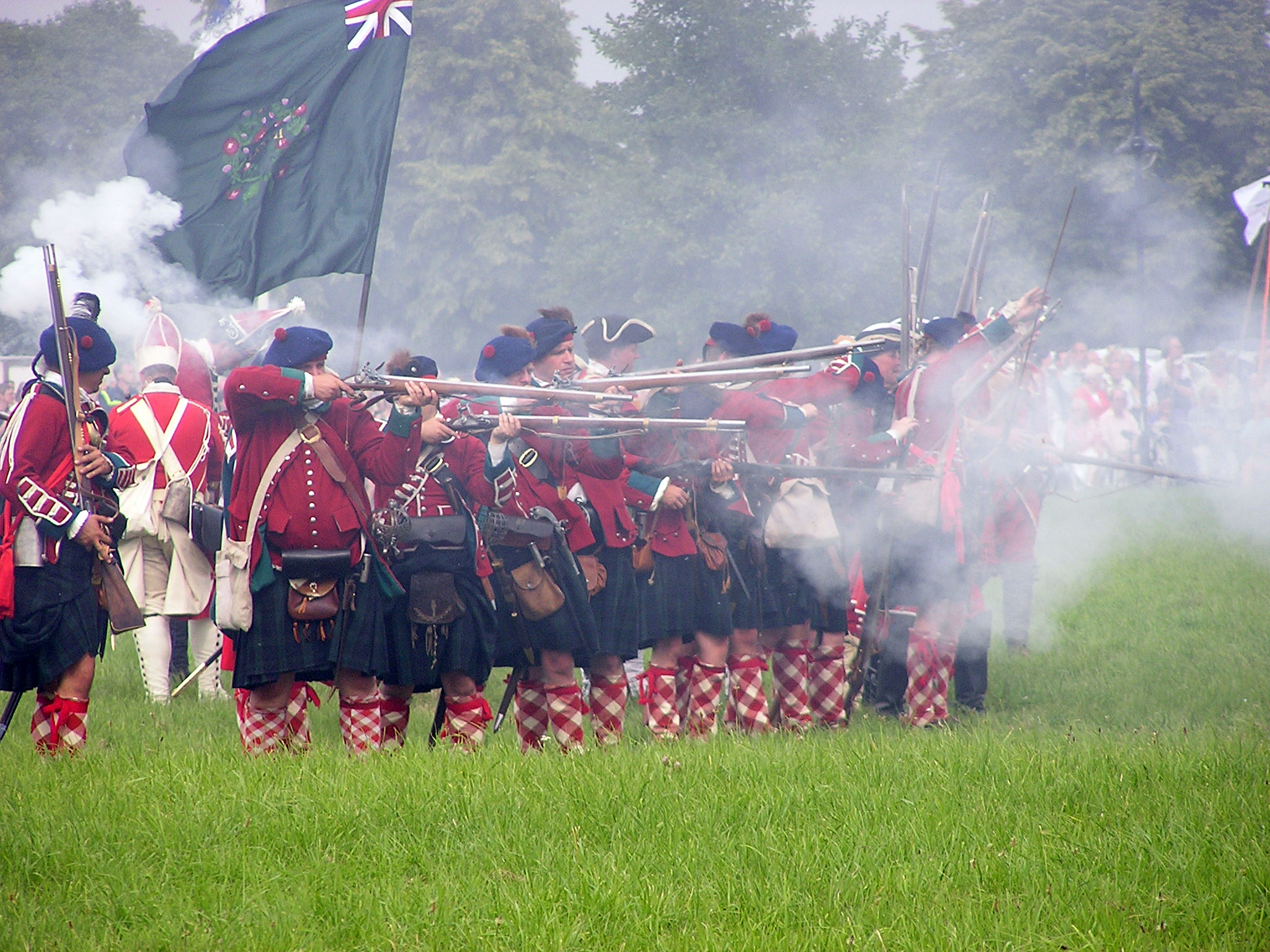
1760년 7월 31일 벌어졌던 바르부르크 전투의 재현

뷰트 백작이 주도한 화약은 윌리엄 피트가 내세웠던 것보다 훨씬 관대했다. 그는 프랑스와 오랫동안 평화를 유지하길 원했고, 만약 너무 많은 것을 삼킨다면 유럽 전체가 질투심으로 뭉쳐 영국을 적대할 것을 두려워했다. 그러나 슈와절은 영구적인 평화를 가져갈 생각이 없었고, 결과적으로 미국 독립 전쟁 동안 프랑스가 영국에 선전포고했을 때 영국에게 도움을 주는 유럽의 동맹국은 없었다. 프랑스의 패배는 주요한 군제 개혁을 가져왔고, 포병에 중점을 둔 개혁이 이루어졌다. 이후 프랑스 혁명 전쟁과 나폴레옹 전쟁에서 중요한 역할을 하게 되는 프랑스 대포의 기원은 1763년에 시작된 군사 개혁으로 거슬러 올라갈 수 있다.
오스트리아 - 프로이센 - 작센 간의 후베르투스부르크 조약은 1762년 12월 31일에 드레스덴과 라이프치히의 사이에 있는 사냥 오두막에서 협상이 시작되어, 1763년 2월 15일에 정식으로 체결되었다. 표트르 3세가 작센의 확보를 지원할 경우 동프로이센을 이양하기로 한 프리드리히 2세는 결국 러시아를 협상에서 제외할 것을 고집했다. (실제로 러시아는 이미 교전국이 아니었다.) 또한 동시에 작센 선제후인 프리드리히 아우구스트 2세(폴란드-리투아니아 연방 국왕으로서는 아우구스트 3세로 불렸다.)가 배상금을 포기하기 전까지 프로이센군을 작센에서 철수하는 것을 거부했다. 오스트리아는 1760년에 점령한 글라츠(현 폴란드령 클라츠코)를 계속 보유하기를 원했지만, 프리드리히 2세는 거부했다. 결국 조약은 1748년을 기준으로 원상회복하는 것으로 정해졌고, 슐레지엔과 글라츠는 프로이센에, 작센은 프리드리히 아우구스트 2세에게 반환되었다. 프리드리히 2세가 오스트리아에게 한 양보는 신성 로마 제국 황제 선거 때 프란츠 페르디난트 대공에게 투표한다는 동의뿐이었다. 작센은 전쟁으로 약화되고 파산했다. 영토를 상실하지 않았음에도 불구하고, 작센은 프로이센과 오스트리아의 전장이 되었고, 수도인 드레스덴을 포함하여 많은 중소 도시들이 포격과 약탈로 큰 피해를 입었다.
오스트리아는 슐레지엔 탈환에도 실패했고, 별다른 영토도 획득하지 못했다. 그러나 프로이센의 작센 침략은 막아냈다. 게다가 오스트리아 군대의 전공은 오스트리아 왕위 계승 전쟁의 그것보다 훨씬 상회하여 마리아 테레지아의 행정과 군제 개혁의 성공을 증명했다. 따라서 오스트리아는 체면을 크게 회복했고, 나아가 제국의 유럽에서의 발언권도 회복했다. 또한 프리드리히 2세가 요제프 2세에 투표할 것을 약속함으로써 합스부르크가의 신성 로마 제국의 우위를 인정받는 결과가 되었다. 프로이센의 유럽 열강으로 생존은 프리드리히 2세와 프로이센 군대의 위신이 크게 끌어올렸고, 장기적으로는 독일에 대한 오스트리아의 영향력을 감소시켰다.
그뿐만 아니라, 오스트리아는 제국 자체에서의 새로운 정세에서 멀어졌던 것이다. 프로이센의 부상 이외에도, 작센 선제후 프리드리히 아우구스트 2세(폴란드-리투아니아 연방 국왕으로서는 아우구스트 3세)는 비효율적이기는 하지만 작센과 폴란드 모두에서 군대를 편성할 수 있었다. 바이에른은 세력을 키워가며, 오스트리아의 영향을 받지 않고, 군대 배치에 대한 더 많은 독자적인 통제권을 주장함에 따라 독립도 분명해지면서 바이에른은 자신의 의지로 전쟁에서 벗어날 수 있었다. 가장 중요한 것은, 이제는 적국이 된 하노버가 조지 3세 치하에서 개인적으로 연합했기 때문에, 하노버는 미래의 분쟁에 대항할 상당한 힘을 모았고, 심지어는 영국까지 끌어들였다. 이 힘의 원동력은 독일 제국의 미래와 이후의 갈등에 중요했다. 이 전쟁은 또한 마리아 테레지아의 개혁이 프로이센과 경쟁하기에 여전히 불충분하다는 것을 입증했다. 게다가 프로이센과 달리 오스트리아는 전쟁이 끝났을 때 대부분 재정은 파탄에 가까운 상태에 있었다. 따라서 마리아 테레지아는 전쟁이 끝난 후 20년 동안 행정 개혁에 전념해야 했다.
프로이센은 그 전쟁을 통해 더 이상 도전받지 않는 열강 세력으로 등장했다. 행운(옐리자베타의 사후 러시아의 전향)과 영국의 재정적 지원에 대한 부채는 이내 망각된 반면, 그의 열정과 군사적 천재성에 대한 기억은 아주 인상 깊게 남아 있었기 때문에 프리드리히 대왕의 개인적인 명성은 크게 높아졌다. 프로이센이 위대한 전성기를 맞이하는 중요한 순간으로 묘사되긴 했지만, 전쟁은 프로이센을 약화시켰다. 프리드리히 2세의 철저한 토지 개혁과 이주 장려로 이런 문제들이 이내 해결되지 했지만, 프로이센의 영토와 주민은 황폐화되었다. 프로이센은 전쟁에서 많은 병력과 특히 유능한 장교가 큰 손실을 입었고, 그 여파로 전쟁이 끝난 후 프리드리히 2세는 프로이센의 군대를 전쟁 전과 같은 정도까지 재건하지 못했다. 1779년 바이에른 왕위 계승 전쟁에서 프리드리히 2세가 친정을 했음에도 불구하고, 프로이센군은 형편없는 전투를 벌였다. 1792년부터 1795년까지의 프랑스 혁명 전쟁에서도 프랑스 혁명군에 대해 성과를 거두지 못했고, 1806년 예나-아우어슈테트 전투에서 전멸당하는 결과를 냈다. 결국 1806년 이후가 되어서야 예나에서 입은 재난을 복구하기 위해, 프로이센 정부가 개혁을 단행하게 되었으며, 그것은 19세기 말 프로이센의 화려한 승리를 가져오게 된다. 어쨌든, 이러한 것들은 모두 이후의 이야기이며, 1763년 직후의 시점에서는 여러 나라들이 프로이센에 장교를 보내 그 군사력의 비밀을 배우려고 했다. 7년 전쟁 후 프로이센은 유럽에서 가장 많이 본받게 된 나라였다.
프로이센은 전쟁 승리를 통해 보이지 않는 커다란 성과를 얻었다. 폴란드에서 프랑스의 영향력을 완전히 배제시켰던 것이다. 1772년 제1차 폴란드 분할은 러시아와 프로이센의 거래였다. 오스트리아는 마지못해 관여를 했지만, 프랑스는 아예 무시되었다. 비록 전쟁은 무승부로 끝났지만, (많은 이들이 러시아군이 프로이센 영토에서 프로이센군에 승리할 것으로 예상하지 못했던 것도 있고) 러시아 제국 군대가 프로이센군에 대해 선전한 것은 유럽 정치계의 한 변인으로써 러시아의 평판을 끌어올렸다. 미국의 역사학자 데이비드 스톤은 러시아 병력이 서로 ‘눈 깜짝하지 않고’ 한 차례 일제 사격을 주고받으며 프러시아군에 대항해 정면으로 맞설 수 있는 능력을 입증했으며, 러시아 장군의 기량이 들쑥날쑥함에도 불구하고, 러시아군은 전쟁에서 단 한차례도 결정적으로 패배하지 않았음을 주시했다. 러시아군은 전장에서 프로이센군을 몇 차례 격파했지만, 러시아군은 병참 지원이 정비 부족했기 때문에 전과를 확보할 수 없었다. 따라서 프러시아가 살아남은 이유는 전투적 우위로 인한 것이라기보다는 러시아군의 보급선이 약했던 것이 주된 이유였다. 어쨌든, 러시아군이 장군의 평범한 수완에도 불구하고, 적지에서 유럽 최정예군에 승리한 것은 유럽에서 러시아의 지위를 향상시켰다. 전쟁의 오래된 유산 중 하나는 러시아군에 병참이라는 약점을 각성하고 러시아군의 병참 개혁을 가져왔다는 것이었다. 그러한 보급 체계는 러시아군이 1787년부터 1792년까지 오스만 제국과 전쟁을 벌이는 동안 발칸 반도로 진격할 수 있게 했으며, 알렉산드르 수보로프 원수가 1798년부터 1799년까지 이탈리아와 스위스에서 효율적으로 작전을 수행하게 했으며, 1813년부터 1814년까지는 독일과 프랑스를 넘어 파리를 점령하게 했다. 이것은 7년 전쟁에서 러시아 군이 경험한 보급 문제에 직접 대응해서 만들어졌던 것이다.
영국 정부도 재정난에 허덕였고, 게다가 새롭게 지배하에 둔 프랑스계 캐나다인과 프랑스를 지원한 인디언의 진압해야하는 과제에 직면해 있었다. 1763년, 오대호 지역과 북서부(현재 미국 중서부)에서 인디언이 반란을 일으켜 폰티악 전쟁이 발발했다. 오타와 족을 이끄는 폰티악 추장이 프랑스 세력이 잠식되어 가는 것에 불만을 품고 영국의 통치에 대항하여 반란을 일으킨 것이다. (연맹 지도자로서의 그의 역할은 영국에 의해 과장된 것으로 보인다.) 인디언은 프랑스인과 오랜 모피 교역을 통해 친분을 다져왔었지만, 프랑스가 패전하고 미국의 식민지를 영국에 할양해야 했기 때문에, 영국계 미국인 모피 상인과 교역을 하게 되었다. 그러나 인디언들은 영국계 상인에 모피를 판매하면서 속임수를 쓰자 분노했다. 게다가 무역만이 목적이었던 프랑스와 달리, 인디언들은 영국의 통치로 백인 이주민이 유입되어 인디언들을 쫓아낼 것을 우려하고 있었다. 폰티악 전쟁은 영국이 일시적으로나마 오대호 지역과 북서부의 지배권을 잃었을 정도로 대규모 전쟁이었다. 1763년 중반 무렵에는, 영국 디트로이트 요새(현 미시간주 디트로이트), 나이아가라 요새 (현 뉴욕주 영스타운), 피트 요새(현 펜실베이니아 피츠버그)만 지켜졌고, 나머지 요새는 모두 인디언에 의해 점령당했다. 부시런 전투에서의 승리만이 영국 오대호 지역에서 완패를 막았었다. 조지 3세의 1763년 선언은 백인 식민지 개척민이 애팔래치아산맥의 서쪽으로 이주를 금지한 것으로, 그 목적은 인디언과의 관계를 안정시키자는 것이었다. 그러나 인디언의 땅을 탐내고 있었던 13개 식민지 사람들의 분노를 사게 되었다. 마찬가지로 프랑스계 캐나다인과의 관계의 안정화를 목적으로 제정한 퀘벡 법도 미국 식민지 이주민들의 분노를 부채질했다. 이 법은 가톨릭 신앙과 프랑스어를 보호하는 것으로, 미국 식민지 사람들을 화나게 했지만, 퀘벡 사람들은 미국 독립 전쟁 시기에 반란을 일으키지 않고, 영국 본토를 지지했다.
7년 전쟁은 유럽의 오래된 체제였던 아우크스부르크 동맹 체제(영국을 중심으로 하는 반부르봉 왕가의 틀)의 종식을 가져왔다. 전후, 샌드위치 경의 집권기에 영국은 이 체계의 재확립을 시도했다. 오스트리아, 네덜란드, 스웨덴, 덴마크 - 노르웨이, 오스만 제국, 러시아 등 열강 동맹들과 싸워 놀라운 성공을 거둔 이후, 유럽 국가들은 영국을 프랑스보다 강한 위협으로 간주하여 동맹참여를 거부하였다. 또한 프로이센도 1762년에 영국이 단독으로 강화를 시도한 것을 배신으로 간주하였다. 따라서 미국 독립 전쟁이 국제적 전쟁으로 확대된 1778년부터 1783년까지 영국은 유럽 국가들의 대동맹과 전투에 직면하였고, 영국의 주요 동맹국은 거의 없다시피 했다.

## 주요 전투
| 연도   | 날짜                | 이름                     | 연도   | 날짜              | 이름                  |
| ------ | ------------------- | ------------------------ | ------ | ----------------- | --------------------- |
| 1756년 | 5월 20일            | 메노르카섬 해전          | 1756년 | 10월 1일          | 로보지츠 전투         |
| 1757년 | 4월 21일            | 라이헨베르크 전투        | 1757년 | 5월 6일           | 프라하 전투           |
| 1757년 | 6월 18일            | 콜린 전투                | 1757년 | 6월 23일          | 플라시 전투           |
| 1757년 | 7월 26일            | 하슈텐베크 전투          | 1757년 | 8월 3일 ~ 8월 8일 | 윌리엄 헨리 요새 전투 |
| 1757년 | 8월 30일            | 그로스-야거스도르프 전투 | 1757년 | 9월 7일           | 모이 전투             |
| 1757년 | 11월 5일            | 로스바흐 전투            | 1757년 | 11월 22일         | 브레슬라우 전투       |
| 1757년 | 12월 5일            | 로이텐 전투              | 1758년 | 4월 29일          | 쿠달로르 전투         |
| 1758년 | 6월 30일            | 돔슈타트 전투            | 1758년 | 7월 7일 ~ 7월 8일 | 카리용 전투           |
| 1758년 | 8월 3일             | 나가파티남 전투          | 1758년 | 8월 25일          | 조른도르프 전투       |
| 1758년 | 10월 14일           | 호크키르히 전투          | 1759년 | 4월 13일          | 베르겐 전투           |
| 1759년 | 7월 23일            | 케이 전투                | 1759년 | 8월 1일           | 민덴 전투             |
| 1759년 | 8월 12일            | 쿠너스도르프 전투        | 1759년 | 8월 19일          | 라구스 해전           |
| 1759년 | 9월 10일            | 퐁디셰리 전투            | 1759년 | 9월 13일          | 에이브러햄 평원 전투  |
| 1759년 | 9월 25일            | 호이어스베르다 전투      | 1759년 | 11월 20일         | 퀴베론 만 전투        |
| 1759년 | 11월 21일           | 막센 전투                | 1759년 | 12월 4일          | 마이센 전투           |
| 1760년 | 6월 23일            | 란트슈트 전투            | 1760년 | 8월 1일           | 바르부르크 전투       |
| 1760년 | 8월 15일            | 리그니츠 전투            | 1760년 | 11월 3일          | 토르가우 전투         |
| 1761년 | 7월 15일 ~ 7월 16일 | 벨링하우젠 전투          | 1762년 | 7월 21일          | 부케르스도르프 전투   |
| 1762년 | 7월 23일            | 2차 루터베르크 전투      | 1762년 | 9월 24일          | 마닐라 전투           |
| 1762년 | 10월 29일           | 프라이베르크 전투        |        |                   |                       |

## 같이 보기
- 프랑스령 인도

## 참고 문헌
- 아리사카 순 (2004년 4월). “프리드리히 대왕의 7년전쟁”. 《역사군상》 (학습연구사): pp. 66–80.
- Anderson, Fred. Crucible of War: The Seven Years' War and the Fate of Empire in British North America, 1754–1766. Faber and Faber, 2000. focus on North America; 발췌와 전문 검색
- Anderson, Fred. The War That Made America: A Short History of the French and Indian War (2006)
- Asprey, Robert B. Frederick the Great: The Magnificent Enigma (Ticknor & Field Publishing: 뉴욕, 1986); popular biography.
- Baugh, Daniel. The Global Seven Years War, 1754–1763 (Pearson Press, 2011) 660 pp; online review in H-FRANCE; excerpt
- Blanning, Tim. Frederick the Great: King of Prussia (2016). scholarly biography.
- Borneman, Walter R. (2007). 《The French and Indian War: Deciding the Fate of North America》. 뉴욕: HarperCollins. 80쪽. ISBN 978-0-06-076184-4.
- Browning, Reed. "The Duke of Newcastle and the Financing of the Seven Years’ War." Journal of Economic History 31#2 (1971): 344-377. in JSTOR
- Browning, Reed. The Duke of Newcastle (예일 대학교 출판부, 1975).
- Burk, Kurt (1995). 《Handbuch zur Geschichte der Festungen des historischen deutschen Ostens》. Biblio. ISBN 3-7648-2454-9.
- Carter, Alice Clare. The Dutch Republic in Europe in the Seven Years' War. (맥밀란, 1971).
- Charters, Erica. Disease, War, and the Imperial State: The Welfare of the British Armed Forces During the Seven Years' War (시카고 대학교 출판부, 2014).
- Crouch, Christian Ayne. Nobility Lost: French and Canadian Martial Cultures, Indians, and the End of New France. Ithaca, 뉴욕: 코넬 대학교 출판부, 2014.
- de Ligne, Prince Charles-Joseph, Mon Journal de la guerre de Sept Ans. Textes inédits introduits, établis et annotés par Jeroom Vercruysse et Bruno Colson (Paris, Editions Honoré Champion, 2008) (L'Âge des Lumières, 44).
- Dodge, Edward J (1998). 《Relief is Greatly Wanted: the Battle of Fort William Henry》. Bowie, MD: Heritage Books. ISBN 978-0-7884-0932-5. OCLC 39400729.
- Duffy, Christopher. Instrument of War: The Austrian Army in the Seven Years War (2000); By Force of Arms (The Austrian Army in the Seven Years War, Vol II (2008); Russia's Military Way to the West: Origins and Nature of Russian Military Power 1700-1800 (2015)
- Dull, Jonathan R.. The Age of the Ship of the Line: the British and French navies, 1650–1851. 네브래스카 대학교 Press, 2009. ISBN 978-0-8032-1930-4.
- Dull, Jonathan R.. The French Navy and the Seven Years' War. 네브래스카 대학교 Press, 2005.
- Fish, Shirley When Britain ruled the Philippines, 1762–1764: the story of the 18th-century British invasion of the Philippines during the Seven Years' War. 1stBooks Library, 2003. ISBN 1-4107-1069-6, ISBN 978-1-4107-1069-7
- Fowler, William H.. Empires at War: The Seven Years' War and the Struggle for North America. 밴쿠버: Douglas & McIntyre, 2005. ISBN 1-55365-096-4.
- Friedrich der Große. Die Werke Friedrich des Großen - Geschichte des Siebenjährigen Krieges. Reprint der Auflage von 1913, Band 2, Archiv-Verlag, Braunschweig 2006.
- Füssel, Marian (2010). 《Der Siebenjährige Krieg. Ein Weltkrieg im 18. Jahrhundert》 (독일어). München: Beck. ISBN 978-3-406-60695-3.
- García Arenas, Mar. El periplo ibérico del general Dumouriez: Una aproximación a las relaciones diplomáticas hispano-portuguesas (1765–1767) (스페인어). Revista de Historia Moderna, Anales de la Universidad de Alicante, n. 22, 2004, pp. 403–430. ISSN 0212-5862.
- Keay, John. The Honourable Company: A History of the English East India Company. Harper Collins, 1993.
- Luvaas, Jay. Frederick the Great on the Art of War. The Free Press: 뉴욕, 1966.
- Marston, Daniel. The Seven Years' War. Essential Histories. (Osprey, 2001). ISBN 1-84176-191-5. excerpt and text search
- McLynn, Frank. 1759: The Year Britain Became Master of the World. (Jonathan Cape, 2004). ISBN 0-224-06245-X.
- Middleton, Richard. Bells of Victory: The Pitt-Newcastle Ministry & the Conduct of the Seven Years' War (1985), 251pp.
- Nester, William R. The French and Indian War and the Conquest of New France (오클라호마 대학교 출판부, 2014).
- Pritchard, James (2004). 《In Search of Empire: The French in the Americas, 1670–1730》. 케임브리지: 케임브리지 대학교 출판부. 356쪽. ISBN 0-521-82742-6.
- Redman, Herbert J. Frederick the Great and the Seven Years' War, 1756-1763 (2014).
- Robson, Martin. A History of the Royal Navy: The Seven Years War (IB Tauris, 2015).
- Rodger, N. A. M.. Command of the Ocean: A Naval History of Britain 1649–1815. (펭귄 북스, 2006).
- Schumann, Matt, and Karl W. Schweizer. The Seven Years War: A Transatlantic History. (러틀리지, 2012).
- Stone, David. A Military History of Russia: From Ivan the Terrible to the War in Chechnya. Praeger: 뉴욕, 2006.
- Smith, Digby George. Armies of the Seven Years' War: Commanders, Equipment, Uniforms and Strategies of the 'First World War'. (2012).
- Syrett, David. Shipping and Military Power in the Seven Year War, 1756-1763: The Sails of Victory. (2005).
- Szabo, Franz A. J. The Seven Years' War in Europe 1756–1763. (Longman, 2007), ISBN 0-582-29272-7. excerpt
- Marc de Villiers du Terrage (1904). 《Les dernières années de la Louisiane française》 (프랑스어). E. Guilmoto.

### 소설
- Thackeray, William M.. The Luck of Barry Lyndon. 2001. A novel